# Bützow
Bützow [ˈbʏt͡soː] ist eine norddeutsche Kleinstadt, ehemalige Bischofsresidenz und Universitätsstadt an der Warnow im Landkreis Rostock im Mittleren Mecklenburg. Sie ist Verwaltungssitz des Amtes Bützow-Land, dem weitere elf Gemeinden angehören. Zudem bildet die Stadt ein Grundzentrum für die Umgebung.

## Geografie

### Geografische Lage
Die Stadt liegt im Norden von Mecklenburg-Vorpommern. Das von Grundmoränen und Moränen flankierte breite Tal der Warnow teilt Bützow in einen nordwestlichen und einen südöstlichen Bereich. Im Norden liegen der Bützower See und die Mündung der Nebel in die Warnow.

### Stadtgliederung
Die Stadt Bützow besteht aus den Ortsteilen Bützow, Horst, Parkow und Wolken. Siedlungen in dem Stadtgebiet Bützow sind Dreibergen Eichhof (Nebeltal) und Vierburg.

## Geschichte

### Name der Stadt
Ab 1171 wurde der Ort Butissowe bzw. Butessowe genannt und ab 1229 hieß es dann verkürzt Buszowe oder Butzow. Nach Erkenntnissen der vergleichenden Sprachwissenschaft ist der Ortsname von der polabischen Kurzform des Personennamens Butiš, Budiš oder Bytiš abgeleitet, die zu einem Vollnamen Budizlaw gehört, der auch bei den Sorben, Tschechen und Polen gebräuchlich war. Damit wäre Bützow der Ort des Budiš oder Budizlaw.

### Mittelalter
1171 wurde die slawische Fürstenburg am Hopfenwall (castrum Butissowe) im Land Bützow (Terra Butissowe) erwähnt. Um 1180 wurde Bützow erstmals unter Bischof Berno bischöfliche Residenz und von 1229 stammt eine erste Urkunde des Bischofs. Vermutlich ab 1229 erfolgte die planmäßige Anlage als deutsche Stadt, die 1236 das Stadtrecht erhielt. Sie befand sich im Besitz der Bischöfe von Schwerin. 1239 war sie Hauptresidenz des Bistums Schwerin. 1248 wurde das Kollegiatstift der Stadtkirche St. Elisabeth gegründet. Die Stiftslandtage fanden in Bützow statt. 1252 begann die Befestigung der Stadt Bützow und der Bau der Bischofsburg. Ab 1270 ist hier ein Archidiakonat.
1468 wurde das Kloster Bethlehem für die Schwestern vom gemeinsamen Leben vor dem Rostocker Tor gegründet, dieses erhielt 1469 durch den Bischof Werner eine Ordnung. Nach der Reformation hat die Gemahlin des Herzog Ulrich, Elisabeth, dasselbe 1567 zum fürstlichen Armenhaus und Hospital umgewandelt. 1540 wurde das Hochstift Schwerin säkularisiert. Bützow gelangte an die Herzöge zu Mecklenburg. 1556 wurde der Neubau des Schlosses Bützow vollendet. 1586 genehmigte Herzog Ulrich als Administrator des Bistums Schwerin - Bützow den Bau der herzoglichen Papiermühle in Bützow. 1588 beschloss der Magistrat und die Ratsherren der Stadt Bützow, den Bau eines städtischen Ratsarmenhauses zur Unterbringung des dürftigen Bürgertums.

### 17. bis 19. Jahrhundert

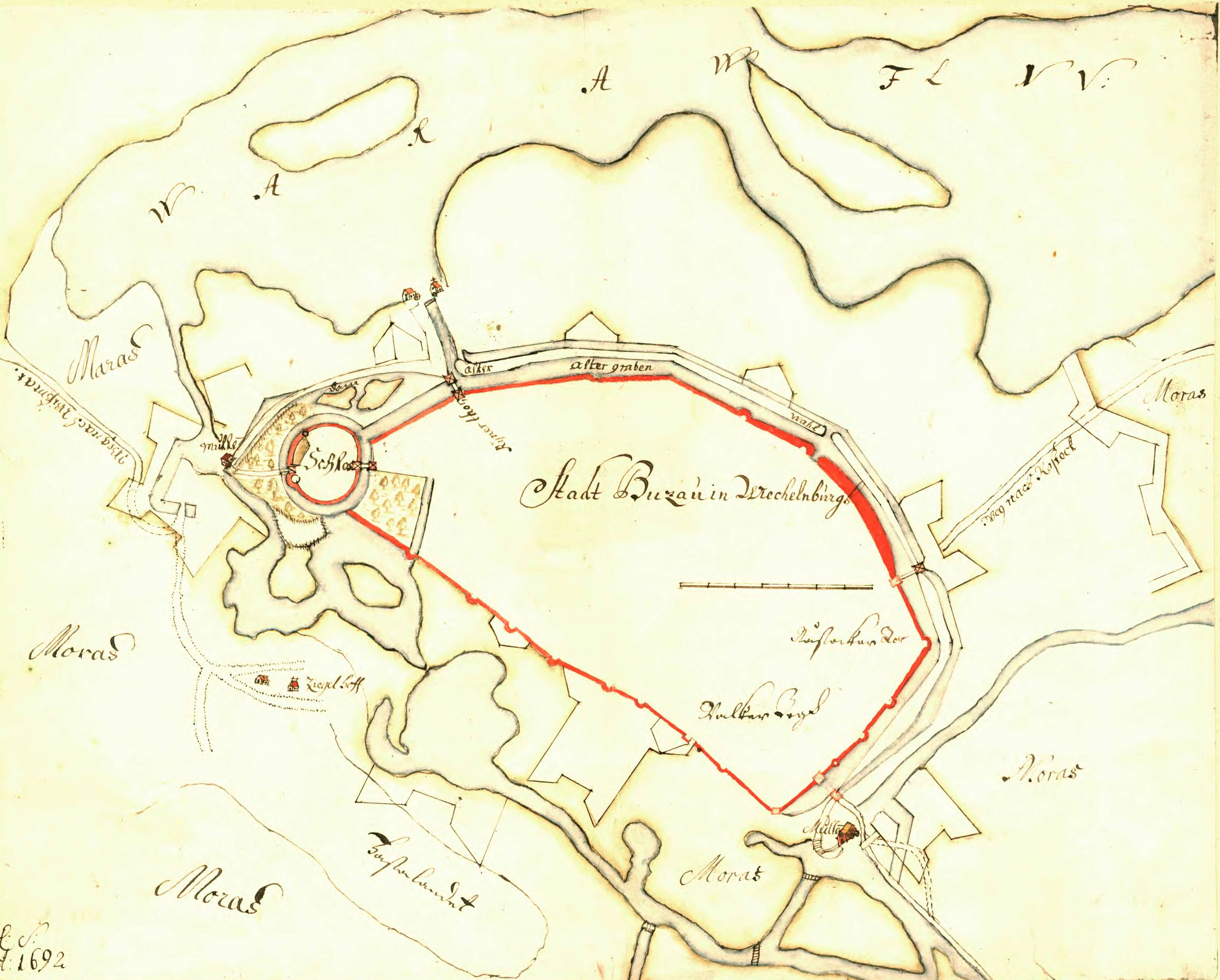
Stadtgrundriss von Bützow im Jahr 1692

Im Jahr 1648 wurde die Stiftshauptstadt Bützow zusammen mit dem Hochstift Schwerin an Mecklenburg übertragen und trat fortan als Landstadt dem Landesteil Mecklenburg-Schwerin bei, zu dem auch das sogenannte „Stiftsland“ zählte.
Zwischen 1699 und 1703 ließen sich Hugenottenfamilien in der Stadt nieder, die sich der Wollverarbeitung und dem Tabakanbau widmeten. Nach dem Tod von Herzog Friedrich Wilhelm I. zog seine Witwe, Sophie Charlotte, Herzogin zu Mecklenburg, von 1713 bis 1749 mit ihrem Hofstaat ins Bützower Schloss. Unter den herzoglichen Untertanen befand sich die 1709 in Hessen gegründete reformierte „Teutsche“ Hofgemeinde, aus der die Deutsch-reformierte Gemeinde zu Bützow hervorging. Herzogin Sophie übernahm zudem die Schutzherrschaft über die 1703 in Bützow gegründete Französisch-reformierte Gemeinde. Beide Gemeinden errichteten die für Nordostdeutschland einzigartige Reformierte Kirche. Aus ihnen entstand 1778 die Französisch-Deutsche Gemeinde und 1786 die Reformierte Gemeinde zu Bützow, die alle Reformierten des Landes Mecklenburg umfasste.
1716 verwüstete ein Stadtbrand das Rathaus und große Teile von Bützow. Bereits im Jahr 1738 entstand hier, als eine der ersten Städte Mecklenburgs, eine jüdische Neuansiedlung, zu der unter anderem auch Aaron Isaak zählte. Von 1760 bis 1789 diente das Schloss als Sitz des Pädagogiums Bützow und der von Herzog Friedrich gegründeten Friedrichs-Universität, die der Universität Rostock Konkurrenz bieten sollte, insbesondere aufgrund theologischer Differenzen.
Die sozialen und politischen Spannungen, die durch die Französische Revolution ausgelöst wurden, führten in Bützow ebenfalls zu Unruhen. Der sogenannte Gänsekrieg von 1794 stellte einen Ausdruck der Unzufriedenheit zwischen den Bürgern und dem Stadtrat dar. Wilhelm Raabe verweist in seiner Novelle „Die Gänse von Bützow“ auf dieses Ereignis. Zwischen 1812 und 1879 war das Großherzogliche Criminal-Collegium im Bützower Schloss untergebracht. In dieser Zeit entstand mit den Neubauten auch eine zweite Strafanstalt, das Centralgefängnis. 1839 wurde die Großherzoglich Mecklenburg-Schwerinsche Landesstrafanstalt zu Dreibergen, die heutige JVA Bützow, eröffnet.
Im Jahr 1850 erhielt Bützow einen Eisenbahnanschluss nach Rostock, Schwerin und Güstrow, und ein erstes Empfangsgebäude wurde errichtet. 1879 folgte die Gründung des Amtsgerichts Bützow. 1894 entstand das technische Denkmal der Industriearchitektur, die Großherzogliche Wassermühle zu Bützow. Von 1898 bis 1914 fand in der Stadt während der Karnevalszeit der Bützower Hoftag statt.

### 20. Jahrhundert
Das ursprüngliche Renaissanceschloss in Bützow wurde zwischen 1910 und 1911 unter der Leitung des Oberlandbaumeisters Adolph Prahst umgebaut und in einen schlichten, dreigeschossigen Putzbau umgestaltet. Im selben Jahr wurde im Waldgebiet Zepeliner Holz das erste Zeppelin-Denkmal Deutschlands eingeweiht, das dem Grafen Ferdinand von Zeppelin gewidmet ist.
Bis zum Jahr 1918 war Bützow als Teil des Mecklenburgischen Kreises im Landtag vertreten. Im Jahr 1920 manifestierte sich auch in Bützow der Generalstreik im Zuge des Kapp-Putsches, bei dem der Arbeiter Ernst Mundt ums Leben kam.
Während der Zeit von 1933 bis 1945 erlangte der Nationalsozialismus in Bützow, ähnlich wie in vielen anderen Städten Deutschlands, zunehmend Einfluss. Besonders verheerend war die Schändung des jüdischen Friedhofs an der Landstraße nach Kröpelin; nach dem Ende des Zweiten Weltkriegs wurde dieser jedoch auf Befehl des sowjetischen Stadtkommandanten wiederhergestellt. Nach den Novemberpogromen von 1938 war nur noch ein betagtes jüdisches Ehepaar von der einstigen jüdischen Gemeinde in Bützow übrig geblieben. Im November 1942 wurde es in das Konzentrationslager Theresienstadt deportiert, wo beide Eheleute 1943 starben.
Die Stadt spielte aufgrund ihrer Zuchthäuser eine besondere Rolle im nationalsozialistischen Justizsystem. Während des Zweiten Weltkriegs waren sowohl Frauen und Männer aus Polen, die in Baracken (gegenüber dem Waldhof in der Vierburg) untergebracht waren, als auch Menschen aus der Sowjetunion, die in Baracken (Bahnübergang Bützow/Wolken) untergebracht wurden, gezwungen, rüstungswichtige Zwangsarbeit zu leisten. Von 1933 bis 1945 war das Zuchthaus und Strafgefängnis Dreibergen-Bützow mit durchschnittlich 900 Gefangenen belegt; 1944 stieg die Zahl auf 3.000. Im Jahr 1942 wurden 16 Gefangene und 1945 insgesamt 70 Gefangene durch das NS-Regime hingerichtet, darunter viele ohne vorheriges Gerichtsurteil. Insgesamt starben aufgrund der katastrophalen Haftbedingungen 771 Insassen, die in vier Massengräbern auf dem Friedhof verscharrt wurden.
Nach dem Einmarsch der Roten Armee am 3. Mai 1945 wurde das Zuchthaus Dreibergen zunächst als Repatriierungslager genutzt. Ein Gebäudetrakt des ehemaligen Centralgefängnisses am Schlossplatz diente der Unterbringung politischer Häftlinge. Am 1. Januar 1951 übernahm die Volkspolizei das Zuchthaus, und Bützow wurde zu einem Haftort für Hunderte von Gegnern des SED-Regimes. Besonders erschreckend war der Prozess von 1953 im Rahmen der Aktion Rose, bei dem 447 inhaftierte Gaststätten- und Hotelbesitzer vor Gericht standen. Der Name „Zuchthaus Bützow“ wurde zum Synonym für die harte Repression politischer Gegner im Norden der DDR, vergleichbar mit der Justizvollzugsanstalt Bautzen.
Im April und Mai 1946 wurden in Bützow zehn Jugendliche (ab 15 Jahren) sowie ein Erwachsener vom sowjetischen Geheimdienst NKWD verhaftet und unter Folter zu Aussagen gezwungen, die besagten, sie hätten im Kriegsfall gegen die Rote Armee kämpfen wollen. Der Erwachsene wurde erschossen, während drei der verurteilten Jugendlichen im Lager ums Leben kamen. Die gesamte Gruppe wurde 1993 von der Generalstaatsanwaltschaft der Russischen Föderation rehabilitiert.
Auf dem Gelände der 1586 errichteten Papierfabrik Bützow, die 1945 im Rahmen von Reparationsleistungen demontiert wurde, entstand 1949 ein volkseigener Betrieb für Bau- und Möbeltischlerei. Dieser entwickelte sich zu den VEB Möbelwerken „Ernst Mundt“ Bützow, die bis Anfang der 1990er Jahre existierten.
Am 1. Juli 1950 wurden die bis dahin eigenständigen Gemeinden Horst und Wolken in die Stadt eingegliedert. Im Jahr 1952 wurde das Amtsgericht aufgelöst und durch das Kreisgericht Bützow ersetzt, das für seine willkürlichen Urteile im Rahmen der Aktion Rose bekannt war. Nach der Wende wurde das Amtsgericht Bützow neu eingerichtet; zunächst 1997 in eine Zweigstelle des Amtsgerichts Güstrow umgewandelt, wurde es schließlich 1999 geschlossen.
Von 1952 bis 1994 war Bützow Kreisstadt des gleichnamigen Kreises, zunächst im Bezirk Schwerin und ab 1990 in Mecklenburg-Vorpommern. Von 1994 bis 2011 gehörte die Stadt zum Landkreis Güstrow, seitdem liegt sie im Landkreis Rostock. Nach der Wende wurde der historische Stadtkern, einschließlich des Rathauses, im Rahmen der Städtebauförderung umfassend saniert. Am 1. Januar 1999 wurde die Gemeinde Parkow eingemeindet.

### 21. Jahrhundert
Am 23. September 2008 erhielt die Stadt den von der Bundesregierung verliehenen Titel Ort der Vielfalt.
Tornado im Mai 2015
Am 5. Mai 2015 verursachte ein Tornado der Stärke F3 schwere Schäden an Gebäuden in und um die Altstadt. Es wurde Katastrophenalarm ausgelöst.
Bis 2017 waren die meisten der Schäden, die sich auf rund 40 Millionen Euro beliefen, behoben.

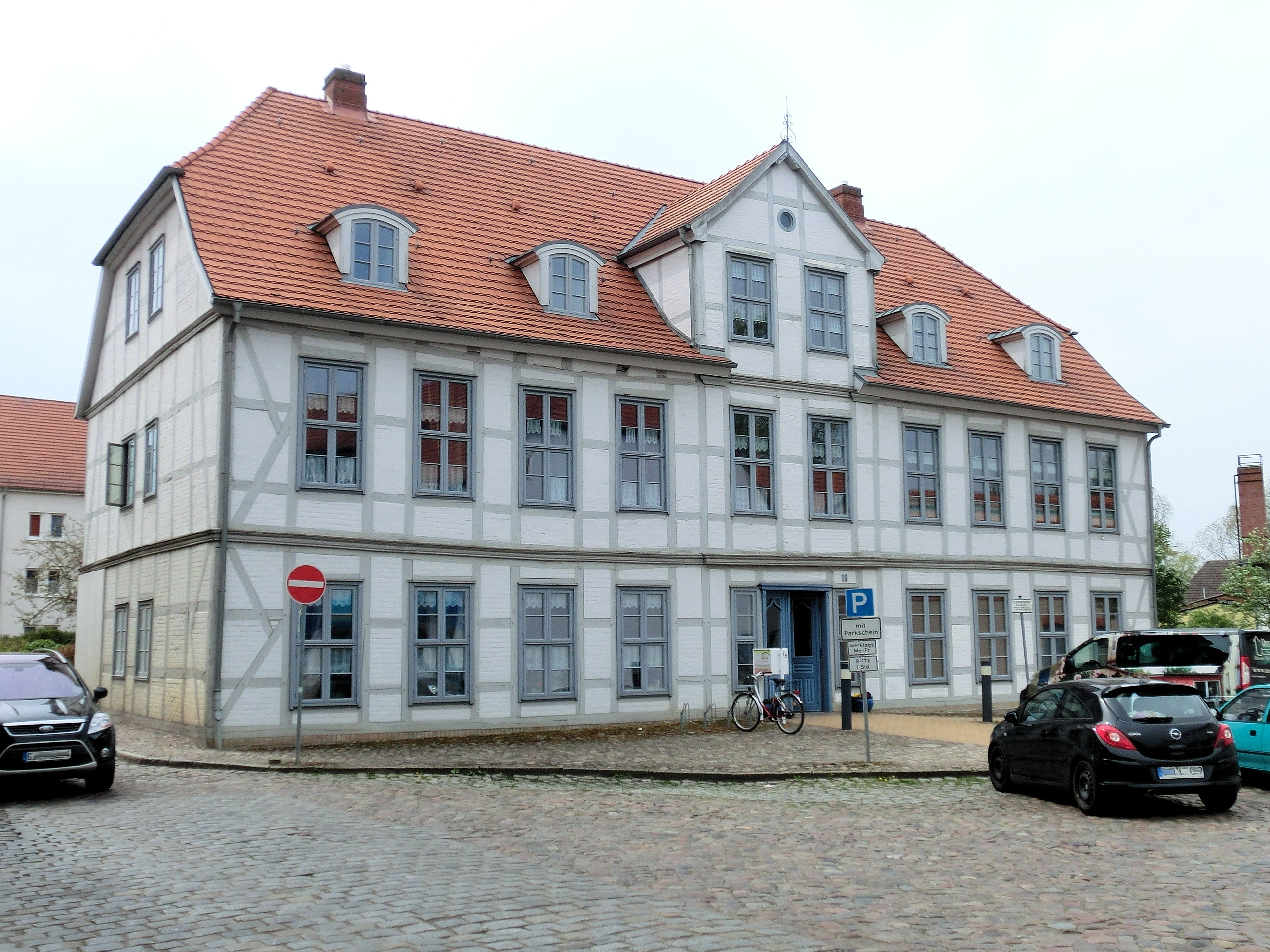
Für die Bützower Altstadt typisches Fachwerkhaus (Oertzen’sche Herrenhaus in der Schlossstrasse)
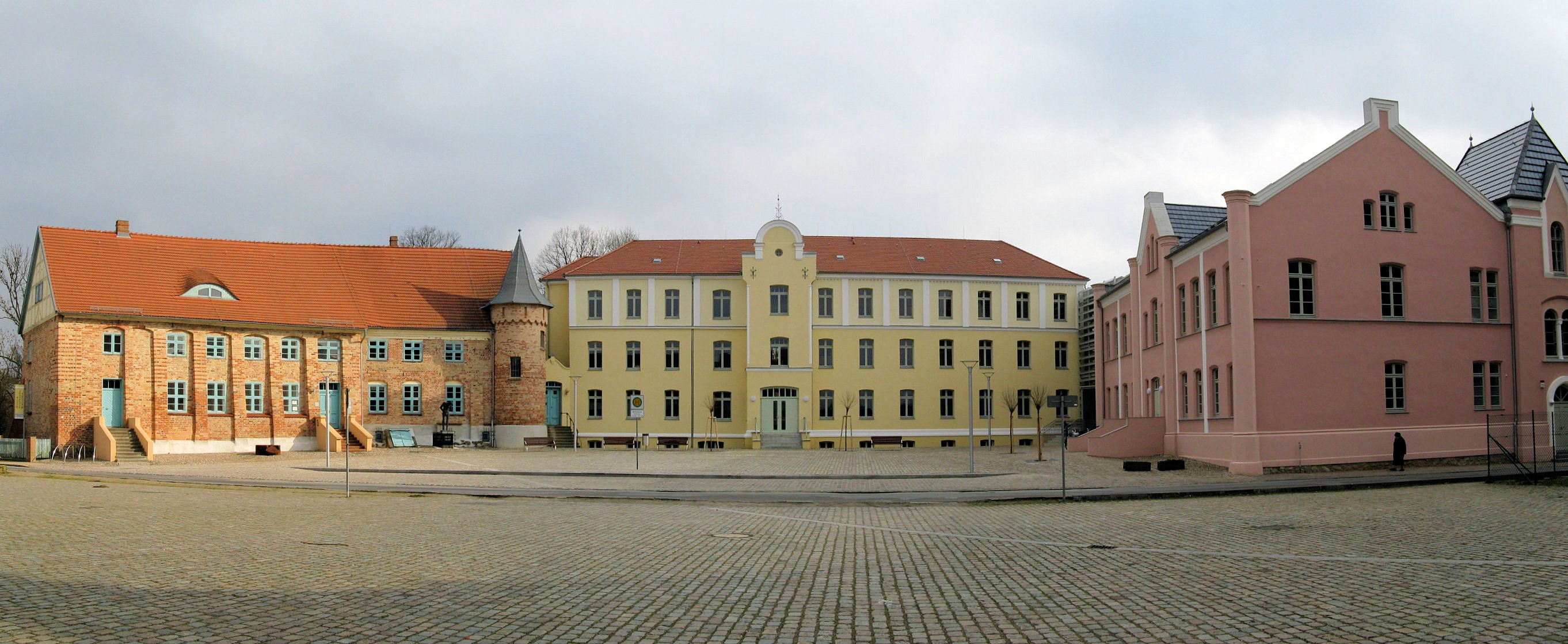
Schlossplatz mit Krummem Haus, Weiberhaus und das Amtshaus.
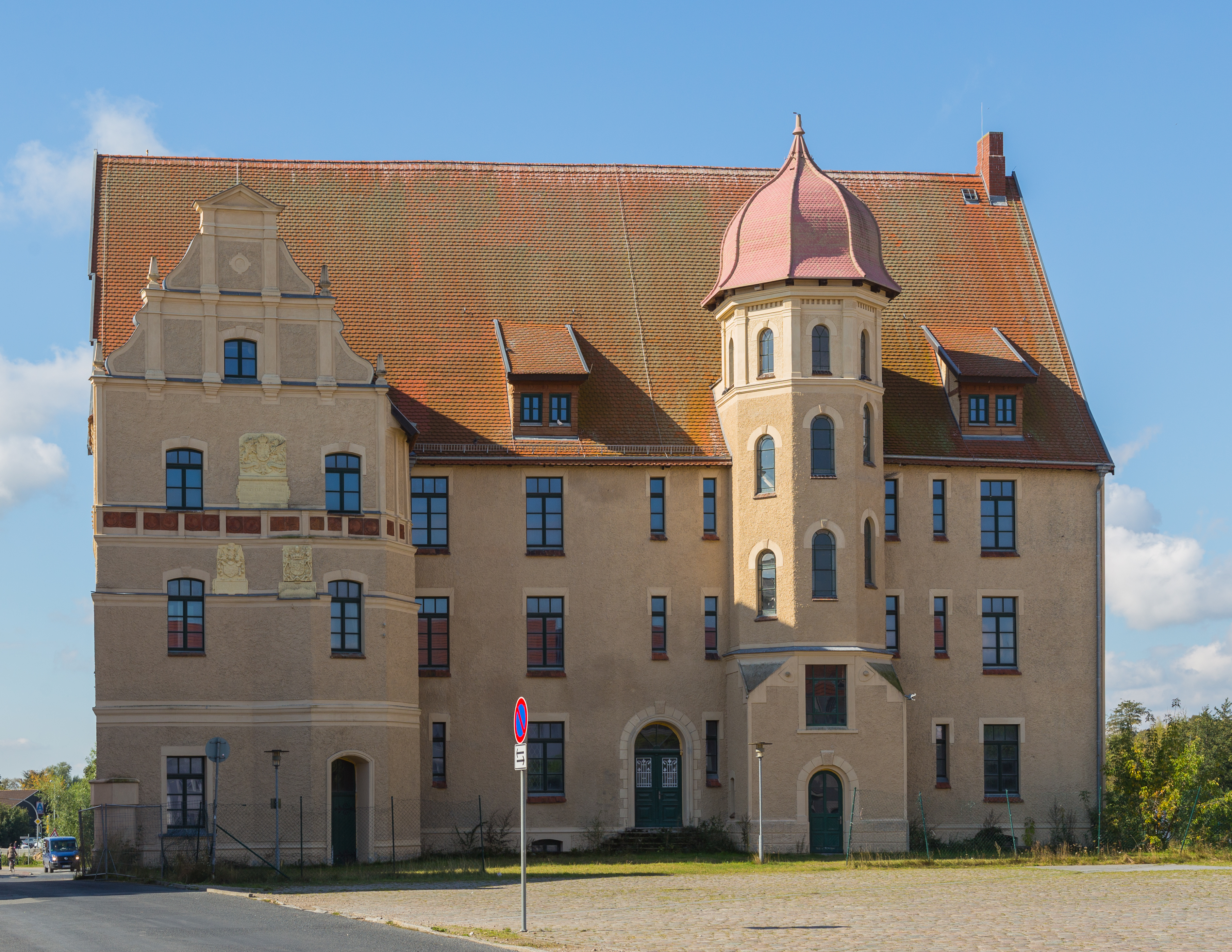
Schloss Bützow 2017
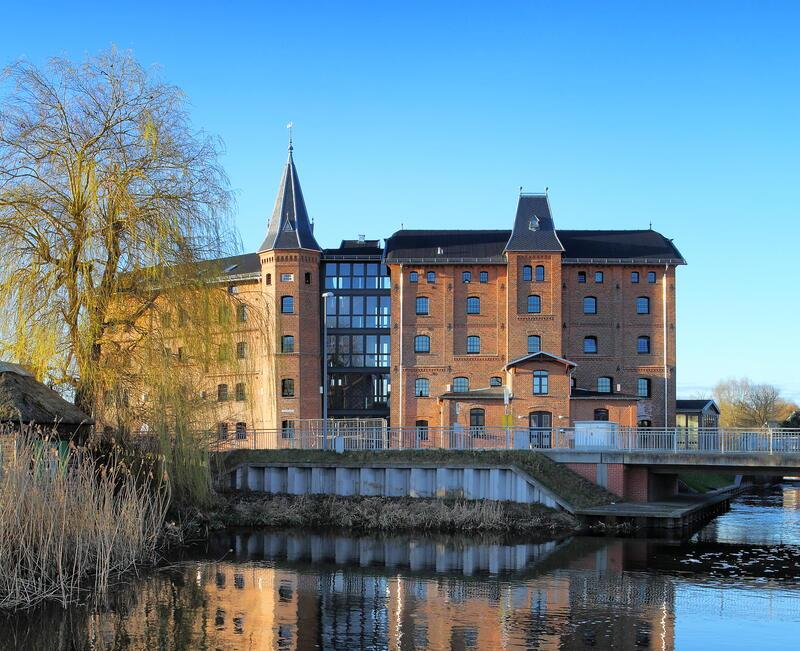
Ehemalige Großherzogliche Wassermühle in der Bahnhofstraße

## Bevölkerung
| Jahr | Einwohner |
| ---- | --------- |
| 1857 | 05.600    |
| 1867 | 04.800    |
| 1890 | 05.323    |
| 1900 | 0 5.549   |
| 1910 | 05.835    |

| Jahr | Einwohner |
| ---- | --------- |
| 1990 | 10.368    |
| 1995 | 09.479    |
| 2000 | 08.772    |
| 2005 | 07.965    |
| 2010 | 07.681    |
| 2015 | 07.848    |

| Jahr | Einwohner |
| ---- | --------- |
| 2020 | 7.829     |
| 2021 | 7.970     |
| 2022 | 8.181     |
| 2023 | 8.191     |

ab 1990: Stand: 31. Dezember des jeweiligen Jahres

## Religion

### Evangelische Glaubensgemeinschaften
- Evangelisch-lutherische Gemeinde Bützow mit der Stiftskirche Bützow aus dem 13. Jahrhundert. Die erste Pfarrstelle befindet sich in der Kirchenstraße 4 in Bützow, die zweite Pfarrstelle in der Poststraße 50 in Baumgarten.
  - Zu ihr gehören die Ortsteile:
    - Baumgarten (Kirche), Boitin (Kirche), Bützow (Hospitalkapelle und Stiftskirche), Dreetz, Eickelberg (Kirche), Eickhof, Glambeck, Göllin, Gralow, Grünenhagen, Horst, Jabelitz, Katelbogen, Kurzen Trechow, Laase (Kirche), Langen Trechow (Kapelle), Neuendorf, Parkow, Passin (Kapelle), Peetsch, Qualitz (Kirche), Rühn (Kirche), Schependorf, Schlockow, Steinhagen, Tarnow (Kirche), Warnow (Kirche), Wendorf, Wolken, Zepelin (Kapelle), Zernin (Kirche) und Zibühl. Die Gemeinde ist Mitglied der Nordkirche.

- Reformierte Gemeinde Mecklenburg-Bützow mit der Reformierte Kirche aus dem 18. Jahrhundert. Die Gemeinde gehört zur Evangelisch-reformierte Landeskirche mit Sitz in Leer/Ostfriesland. Das Pfarramt der Gemeinde befindet sich in der Pfaffenstraße 11.

- Evangelisch-Freikirchliche Gemeinde. Das Gemeindehaus befindet sich in der Bahnhofstraße 24 A.

### Katholische Glaubensgemeinschaft
- Römisch-Katholische Gemeinde Bützow mit der St.-Antonius-Kirche. Zu der Gemeinde Bützow gehören die St.-Josef-Kirche in Schwaan, St.-Bonifatius-Kirche in Brüel und die St.-Pius-X-Kirche in Sternberg. Die Gemeinde gehört zum Erzbistum Hamburg. Das Pfarrhaus der Gemeinde befindet sich in der Bahnhofstraße 34.

- Neuapostolische Gemeinde Bützow im Kirchenbezirk Rostock der Neuapostolische Kirche Nord- und Ostdeutschland. Das Gemeindehaus befindet sich am Kirchenplatz.

### Jüdische Glaubensgemeinschaft
- Die Jüdische Gemeinde Bützow hat vermutlich bereits im 13. bis 15. Jahrhundert in der Stadt bestanden. Eine erneute Ansiedlung setzte im Jahr 1738 ein, was zur Errichtung eines Jüdischen Friedhofs sowie einer Synagoge in der Mantzelstraße führte. Aufgrund von Emigration und der Abwanderung in andere Städte löste sich die Gemeinde im Jahr 1922 auf.

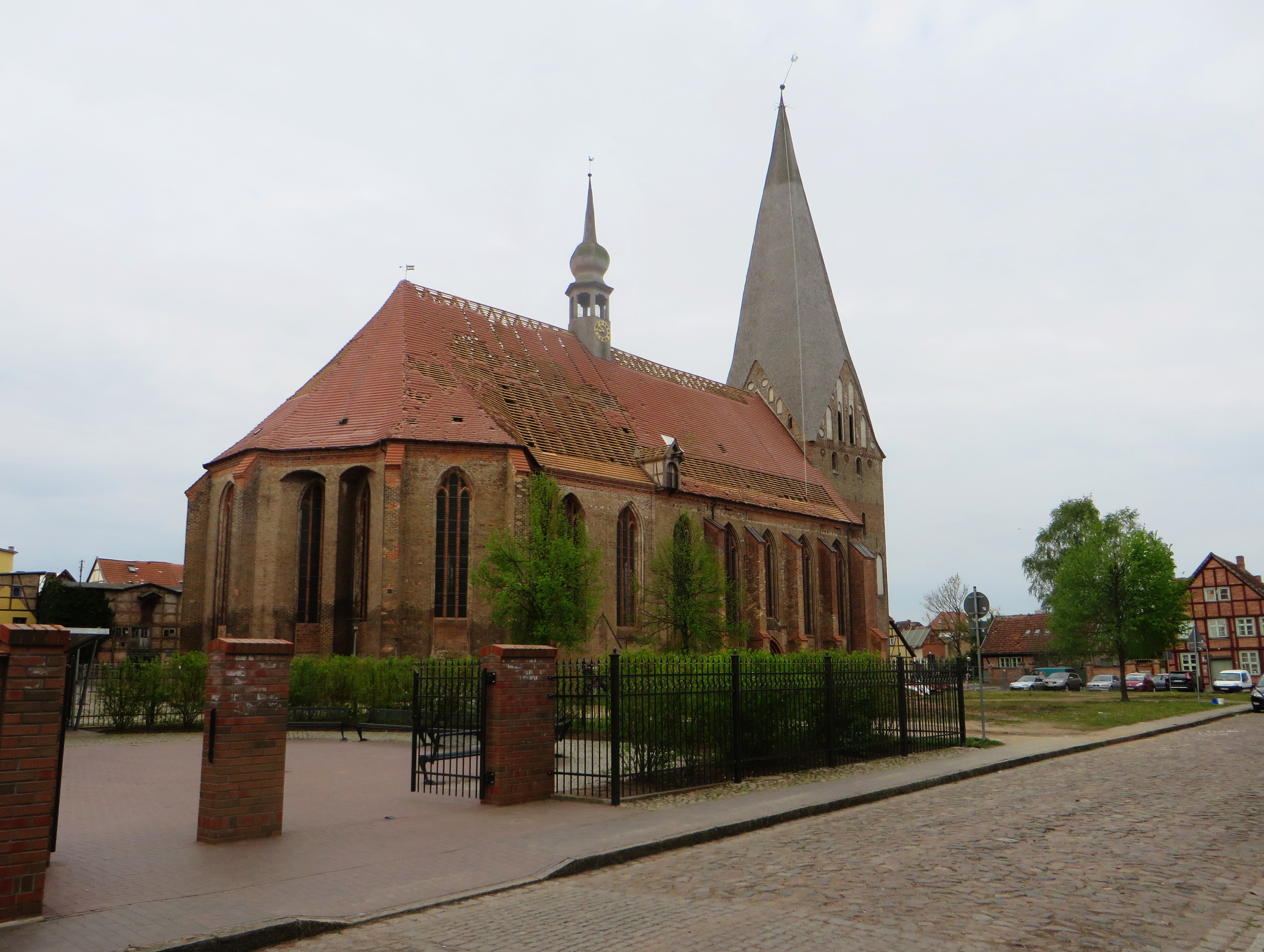
Stiftskirche
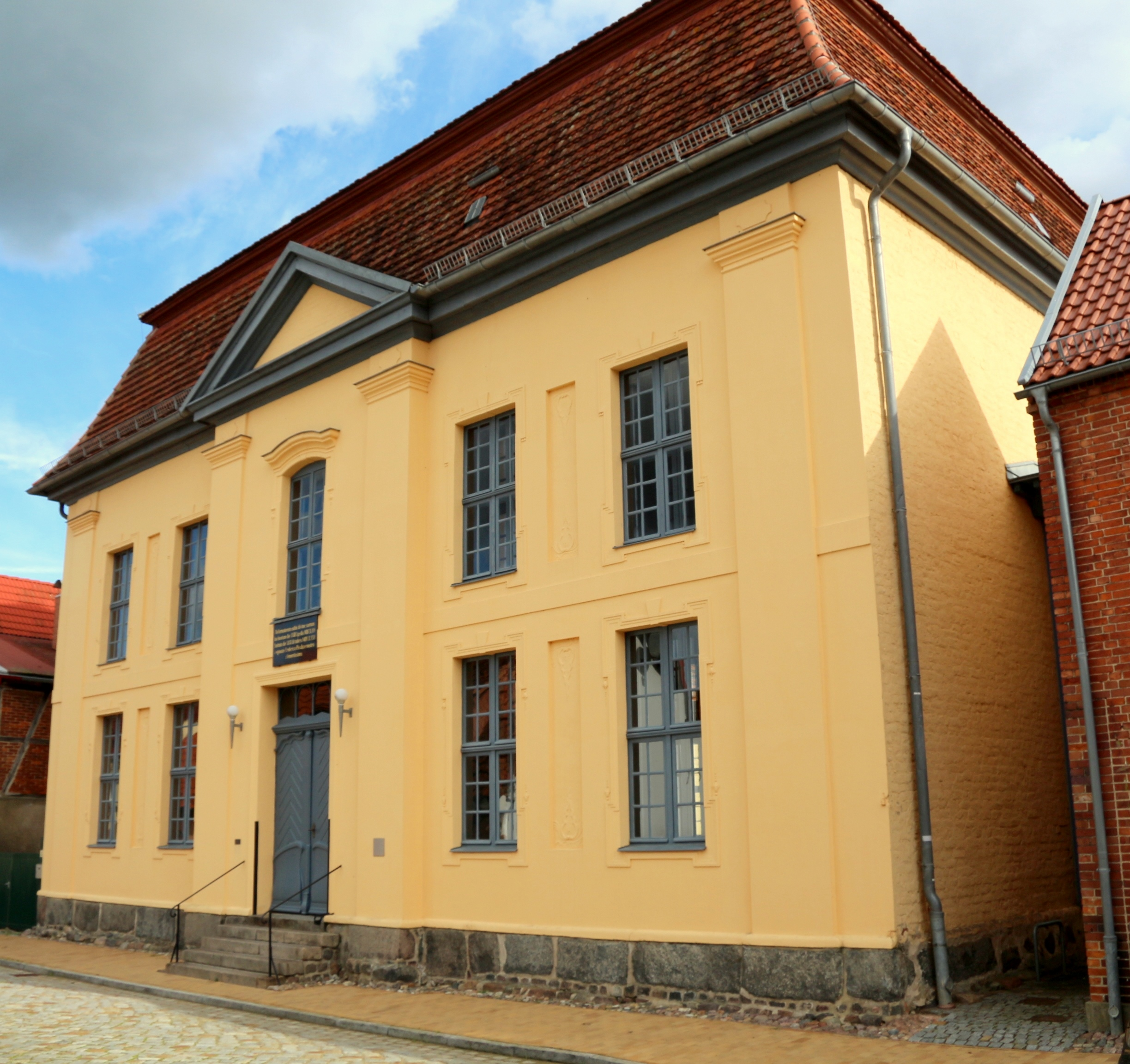
Reformierte Kirche
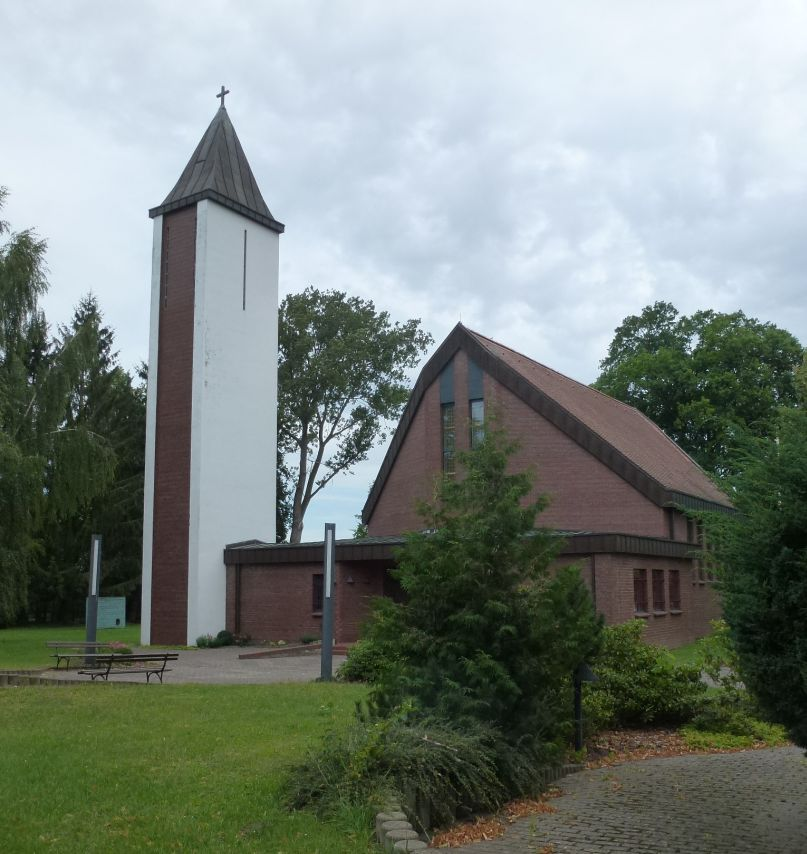
Römisch-Katholische Kirche St. Antonius
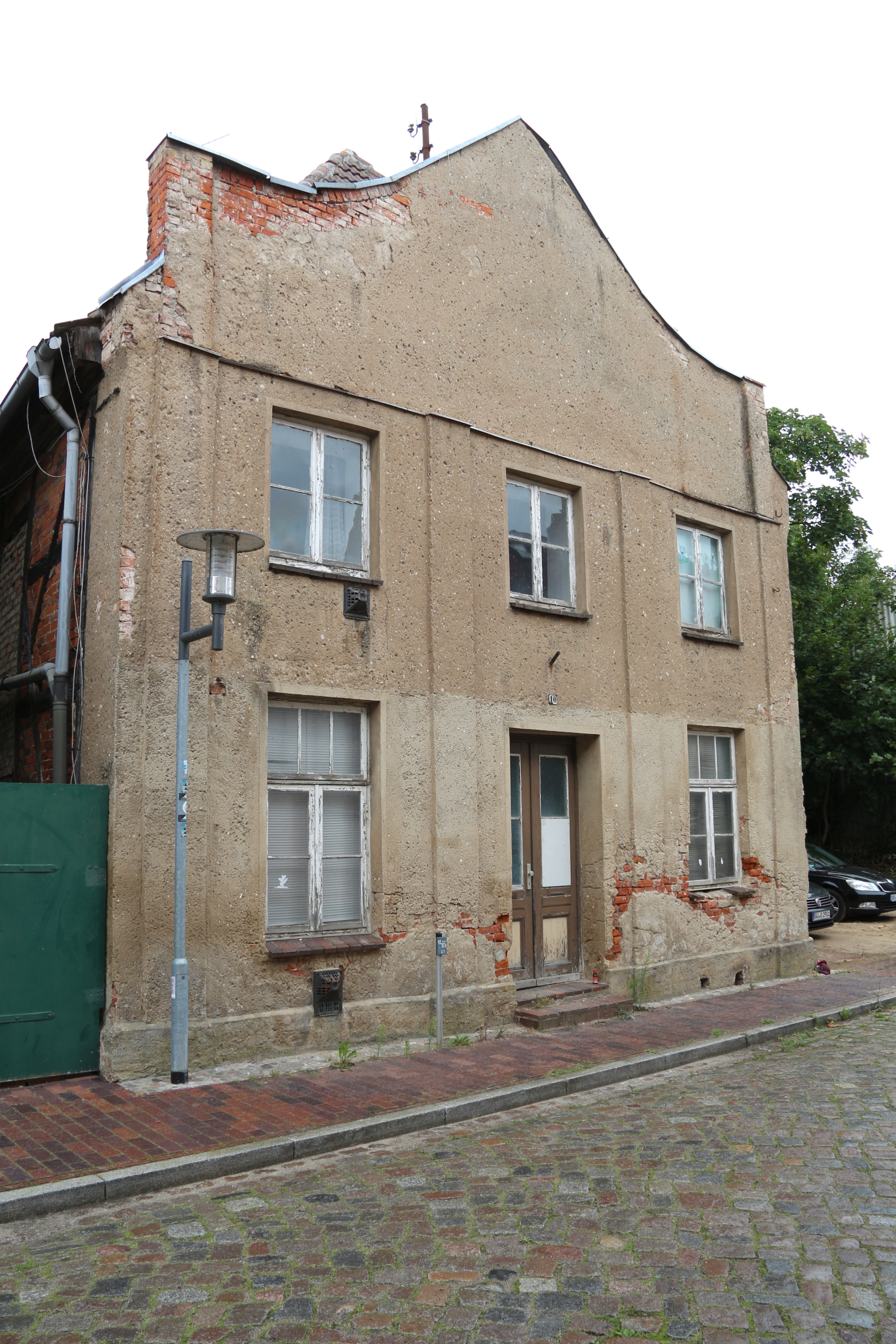
Ehemalige Synagoge

## Politik

### Stadtvertretung
Die Stadtvertretung von Bützow besteht aus 19 Mitgliedern. Die Kommunalwahl am 9. Juni 2024 führte bei einer Wahlbeteiligung von 54,5 % zu folgendem Ergebnis:
| Partei / Wählergruppe             | Stimmenanteil 2019 | Sitze 2019 |        | Stimmenanteil 2024 | Sitze 2024 |
| Bützower Wählergemeinschaft (BWG) | 34,8 %             | 7          | 34,4 % | 7                  |            |
| CDU                               | 24,6 %             | 5          | 21,4 % | 5                  |            |
| AfD                               | –                  | –          | 21,1 % | 2                  |            |
| SPD                               | 17,5 %             | 4          | 12,7 % | 3                  |            |
| Die Linke                         | 08,7 %             | 2          | 04,7 % | 1                  |            |
| Einzelbewerber Wolfgang Wehrmann  | 04,3 %             | 1          | 04,2 % | 1                  |            |
| Einzelbewerber Matthias Röse      | –                  | –          | 01,4 % | –                  |            |
| Allianz Pro Bützow (APB)          | 07,4 %             | 1          | –      | –                  |            |
| Einzelbewerber Tony Kiefert       | 02,7 %             | 1          | –      |                    |            |
| Insgesamt                         | 100 %              | 21         | 100 %  | 19                 |            |

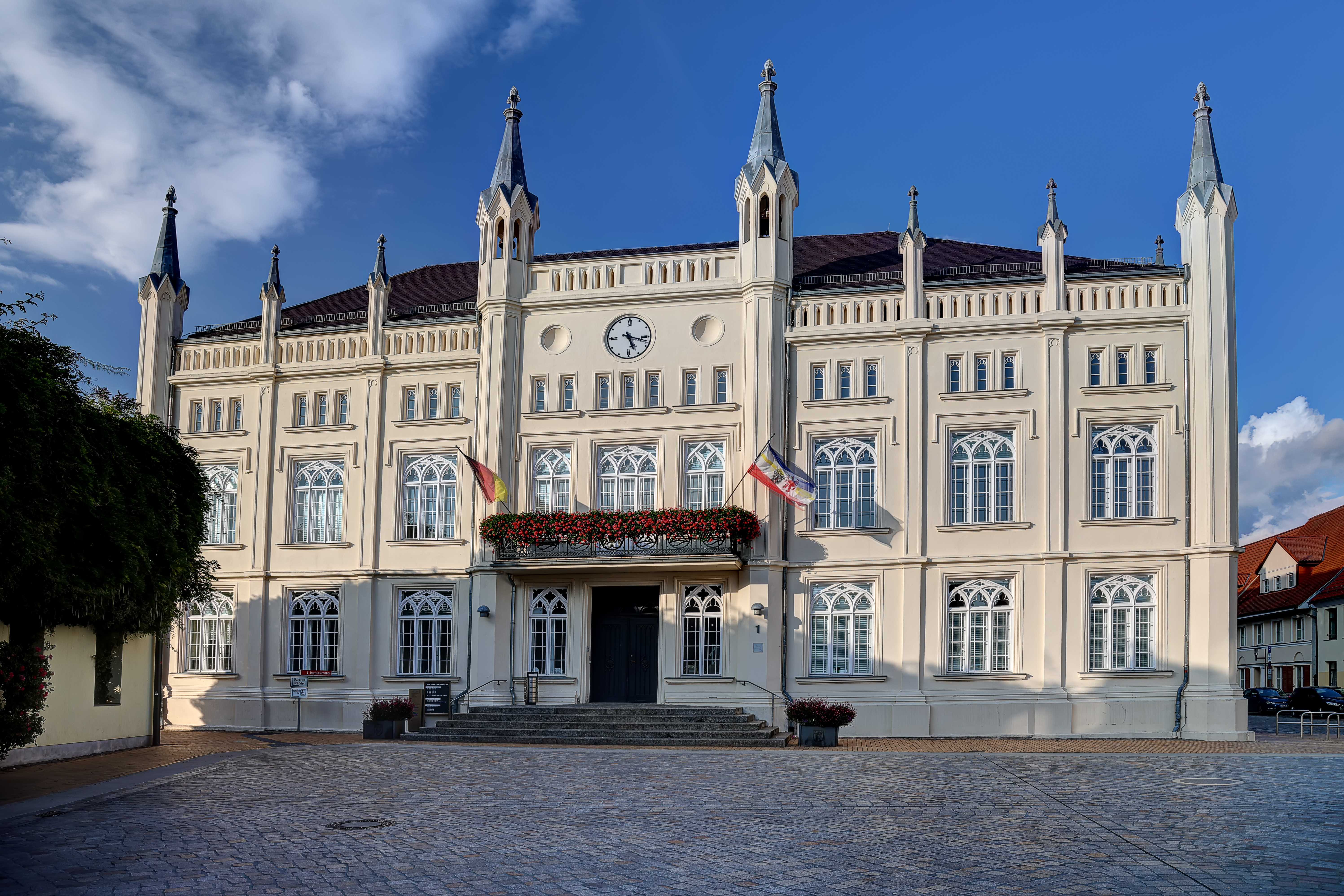
Rathaus Bützow (2023)

Bei der Wahl 2024 entfielen auf die AfD vier Sitze. Da sie nur zwei Kandidaten aufgestellt hatte, bleiben in der Stadtvertretung zwei Sitze unbesetzt.

### Bürgermeister
- seit 2014: Christian Grüschow (parteilos)

Grüschow wurde in der Bürgermeisterstichwahl am 6. April 2014 mit 50,2 % der gültigen Stimmen gewählt. In der Bürgermeisterwahl am 20. März 2022 wurde er ohne Gegenkandidat mit 80,1 % der gültigen Stimmen für weitere acht Jahre in seinem Amt bestätigt.

### Wappen, Flagge und Dienstsiegel
Heutiges Wappen
| Wappen der Stadt Bützow | Blasonierung: „In Rot zwei schräg gekreuzte goldene Bischofsstäbe mit zugewendeten Krümmen, die Kreuzung überdeckt von einer goldenen Mitra.“ |
| Wappen der Stadt Bützow | Wappenbegründung: In dem nach 1945 gestalterisch veränderten Wappen verweist die Symbolik auf den Bischof von Schwerin als Stifter und einstigen Grundherrn der Stadt bis zur Säkularisation. Das Wappen wurde nach 1945 neu gestaltet und unter der Nr. 70 der Wappenrolle des Landes Mecklenburg-Vorpommern registriert. |

Historische Wappen
| Wappen der Stadt Bützow bis 1943 | Blasonierung: „Geteilt von Rot und Gold, zwei schräg gekreuzte Bischofsstäbe in verwechselten Farben, oben zwischen den Krümmen eine goldene Mitra.“ |
| Wappen der Stadt Bützow bis 1943 | Wappenbegründung: Bis September 1943 führte die Stadt ein Wappen, das nach dem Siegelbild des SIGILLVM CIVITATIS BOTZOWE – als Abdruck 1376 überliefert – gestaltet und im April 1858 festgelegt wurde. Den aus dem Stiftswappen übernommenen Figuren war als Unterscheidungsmerkmal offensichtlich die Mitra hinzugefügt worden. Das Wappen wurde am 10. April 1858 vom Großherzog Friedrich Franz II. von Mecklenburg-Schwerin festgelegt. |

| Wappen der Stadt Bützow 1943–1945 | Blasonierung: „In Silber über einem silbern-blau gewellten Fluss eine rote Festung mit zwei Türmen, zwischen den Türmen ein blauer Schild, darin ein goldenes Hakenkreuz.“                                                                        |
| Wappen der Stadt Bützow 1943–1945 | Wappenbegründung: Das Wappen verlor schon bald nach dem Ende des II. Weltkrieges seine Gültigkeit. Das Wappen wurde vom Heraldiker Hans Herbert Schweitzer gestaltet und am 1. Oktober 1943 durch den Reichsstatthalter in Mecklenburg verliehen. |

Flagge
Die Flagge wurde von dem Bützower Horst Legrand gestaltet und am 13. Mai 2002 durch das Ministerium des Innern genehmigt.
Die Flagge ist Rot – Gelb (1:1) längs gestreift. In der Mitte des Flaggentuchs liegt, auf jeweils zwei Drittel der Höhe des roten und des gelben Streifens übergreifend, das Stadtwappen. Die Höhe des Flaggentuchs verhält sich zur Länge wie 3:5.
Heutiges Dienstsiegel
Das Dienstsiegel zeigt das Wappen der Stadt mit der Umschrift:
.
Historisches Dienstsiegel
Das Dienstsiegel um 1900 zeigt die Mitra mit gekreuzten Krummstäben und der Umschrift:
.

### Städtepartnerschaften
Eckernförde
Bereits in den 1950er Jahren entwickelte sich eine enge Partnerschaft mit der Stadt Eckernförde in Schleswig-Holstein, die jedoch durch die Gründung der DDR und den Mauerbau für eine längere Zeit ruhte. Mit der friedlichen Revolution wurde im September 1990 ein neuer Partnerschaftsvertrag geschlossen.
 Osterholz
1999 fanden die ersten Annäherungen zwischen den beiden Städten statt. In den folgenden Jahren wurden regelmäßige gemeinsame Besuche organisiert. Geprägt von dem Bestreben, die freundschaftlichen Beziehungen zwischen dem Stadtteil Bremen-Osterholz und der Stadt Bützow nachhaltig zu festigen, wurde am 3. Oktober 2010 eine partnerschaftliche Vereinbarung unterzeichnet.
 Sillamäe
Mit der Stadt Sillamäe in Estland wurde eine Vereinbarung über Partnerschaft und Zusammenarbeit geschlossen, um die Verständigung zwischen den Menschen beider Städte und Länder zu fördern, einen Beitrag zum Zusammenwachsen Europas zu leisten und den europäischen Gedanken weiter voranzutreiben.
 Straelen
Seit 1992 pflegt die Stadt Bützow eine enge freundschaftliche Beziehung zu der Stadt Straelen in Nordrhein-Westfalen

#### Pausierte Städtepartnerschaft
Büchen
Nach dem Ende des Zweiten Weltkriegs verließen zahlreiche Menschen Bützow und zogen in den amerikanischen Sektor, unter anderem in die Stadt Büchen, um dort eine neue Heimat zu finden. Um ihre Verbundenheit mit Mecklenburg und insbesondere mit ihrer Heimatstadt Bützow zum Ausdruck zu bringen, wurde in Büchen eine Straße als Bützower Ring benannt. Zudem wurden die Anliegerstraßen des Bützower Rings nach Straßen benannt, die sich in Bützow befanden, zum Beispiel nach dem Ellernbruch und der John-Brinkmann-Straße.
Im Jahr 1962 unterzeichneten Vertreter der Gemeinde auf Antrag des Direktors der Kreisvolkshochschule, Berthold Ditz, einen Patenschaftsvertrag zwischen Büchen und Bützow, der jedoch seit den 1980er Jahren ruht.

## Sehenswürdigkeiten und Kultur

### Sehenswürdigkeiten
- Bahnhof, 1879, Neorenaissance-Bau.
- Krummes Haus
  - Heimatmuseum
  - Dokumentationsstätte zum Politischen Missbrauch des Strafvollzuges in Bützow.
- Hospital zum Heiligen Geist, 1878 bis 1879, historistischer Backsteinbau.
- Miniaturstadt, (Bützow im Miniaturformat), Gewerbegebiet Tarnower Chaussee, Nebelring.
- Rathaus, 1848 bis 1850, neugotischer Putzbau
  - davor Gänsebrunnen (1981) von Walther Preik.
- Reformierte Kirche, 1765 bis 1771, einziges im konsequent reformierten Stil erbaute Kirchengebäude im Nordosten Deutschlands.
  - Winzer-Orgel, 1862, einzige noch erhaltene Orgel dieses Typs mit den Originalprospektpfeifen aus der Werkstatt Winzers.
  - Barock-Kanzel, 1771, Mahagoni-Holz.
- Schloss, ursprünglich aus dem 13. Jahrhundert, Umbau zum Renaissanceschloss Mitte des 16. Jahrhunderts, heutige Form durch die Restaurierung von 1910/11.
- Stiftskirche, Kulturdenkmal von nationaler Bedeutung, Backsteingotik des 13. Jahrhunderts mit:
  - Bronze Tauffünte, 1474
  - Marienaltar, 1503
  - Renaissance-Kanzel, 1617
  - Lüderssche Mittag-Sonnenuhr, 1765
  - Friese-Orgel, 1877 (mit ältestem Orgelprospekt in Mecklenburg von 1520)
- Sühnestein Bützow, Waldung „Darnow“ im Ortsteil Wolken.
- Sühnestein Selow, Gemeinde Selow im Amt Bützow-Land.
- Zeppelin–Denkmal, 1910, erstes Zeppelin-Denkmal Deutschlands, das dem Grafen Ferdinand von Zeppelin gewidmet wurde.

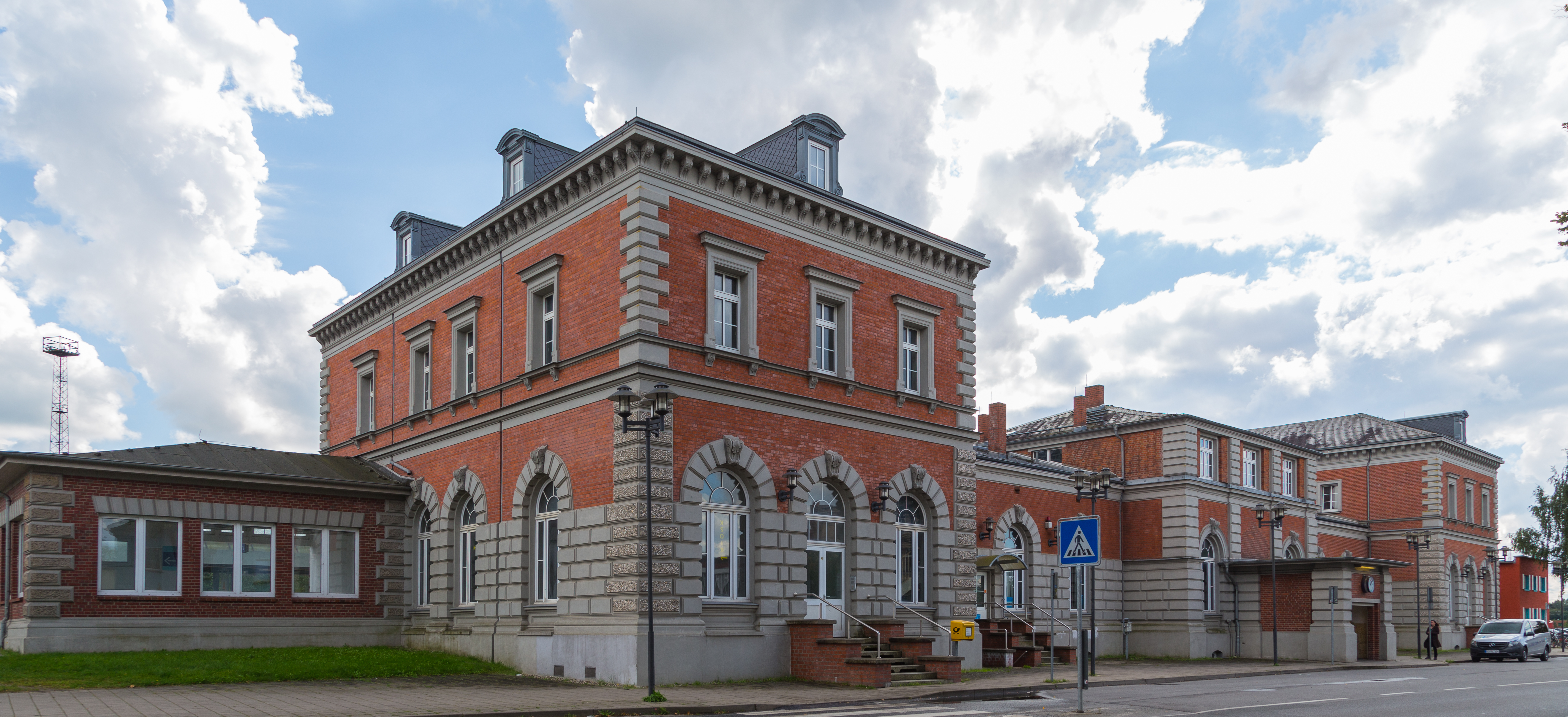
Bahnhofsgebäude
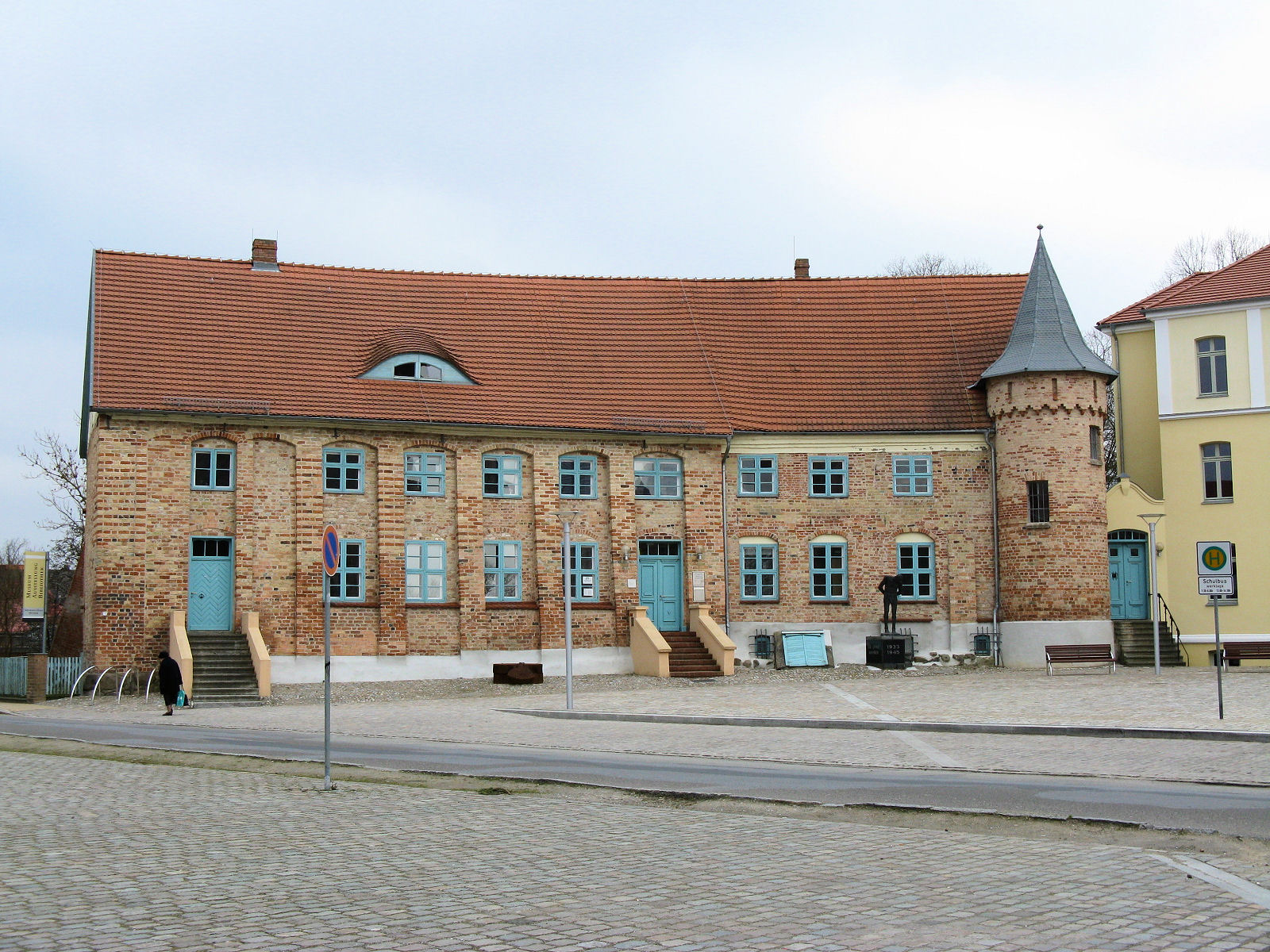
Sogenannte Krumme Haus
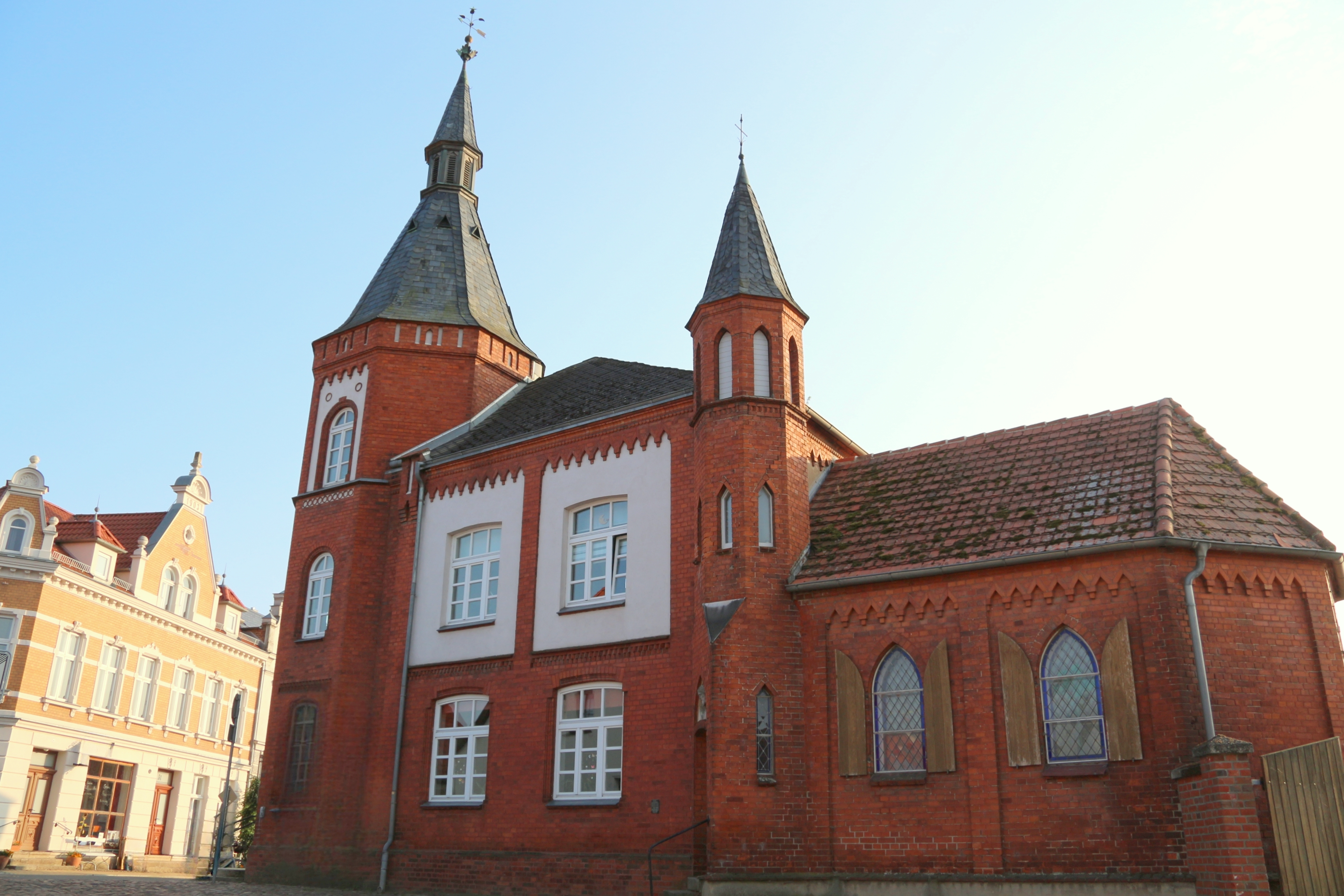
Hospital zum Heiligen Geist
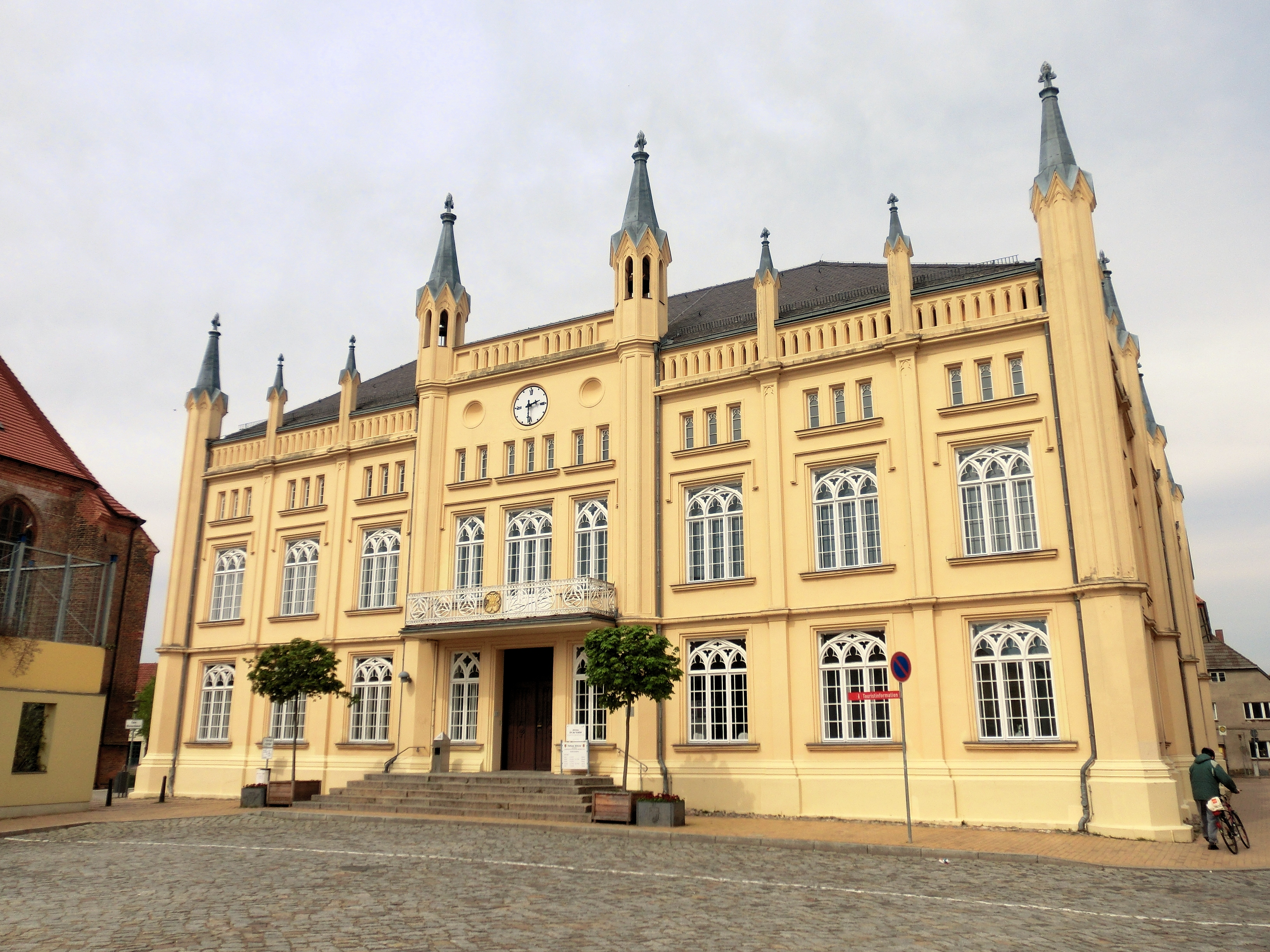
Rathaus
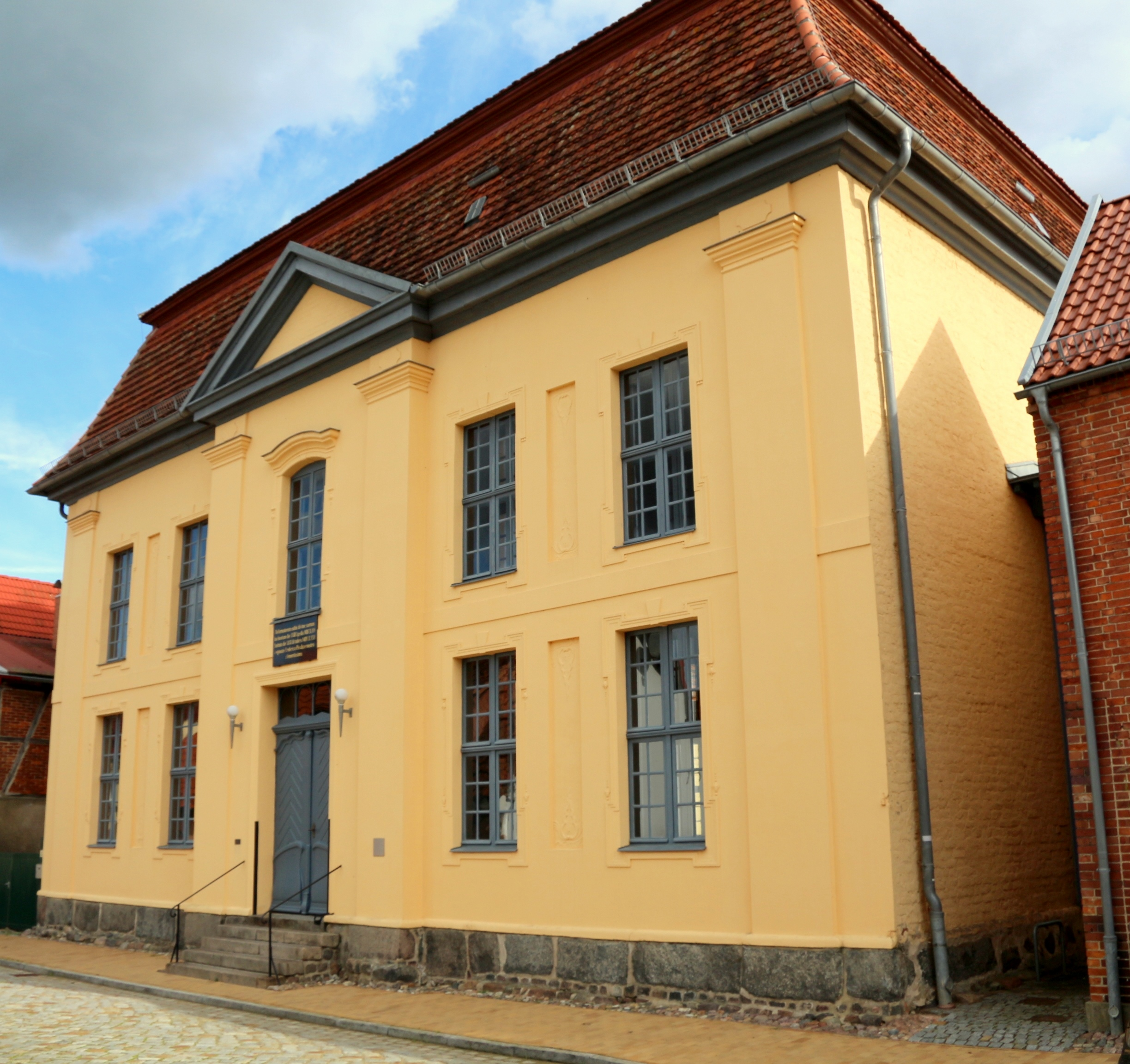
Reformierte Kirche
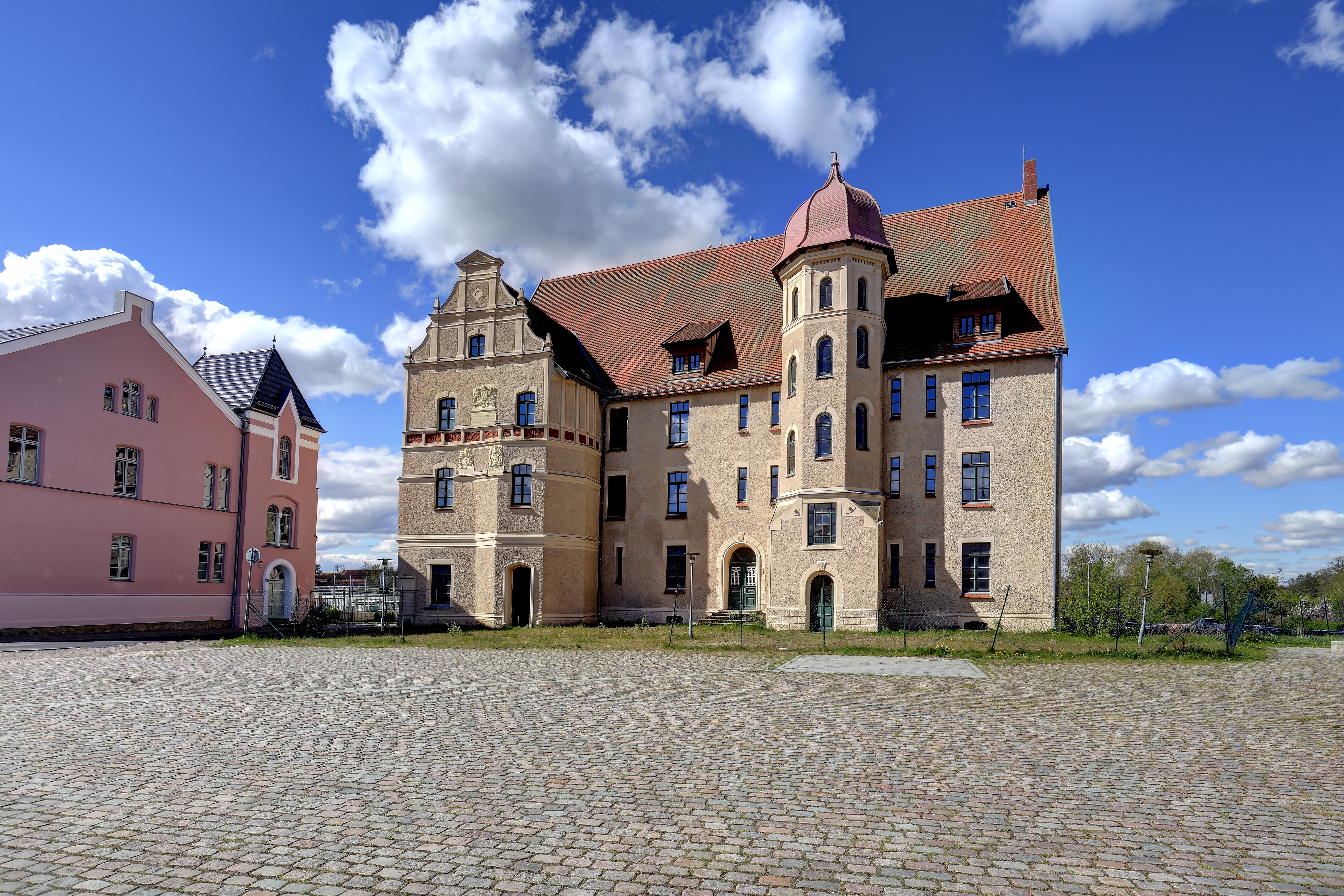
Schloss
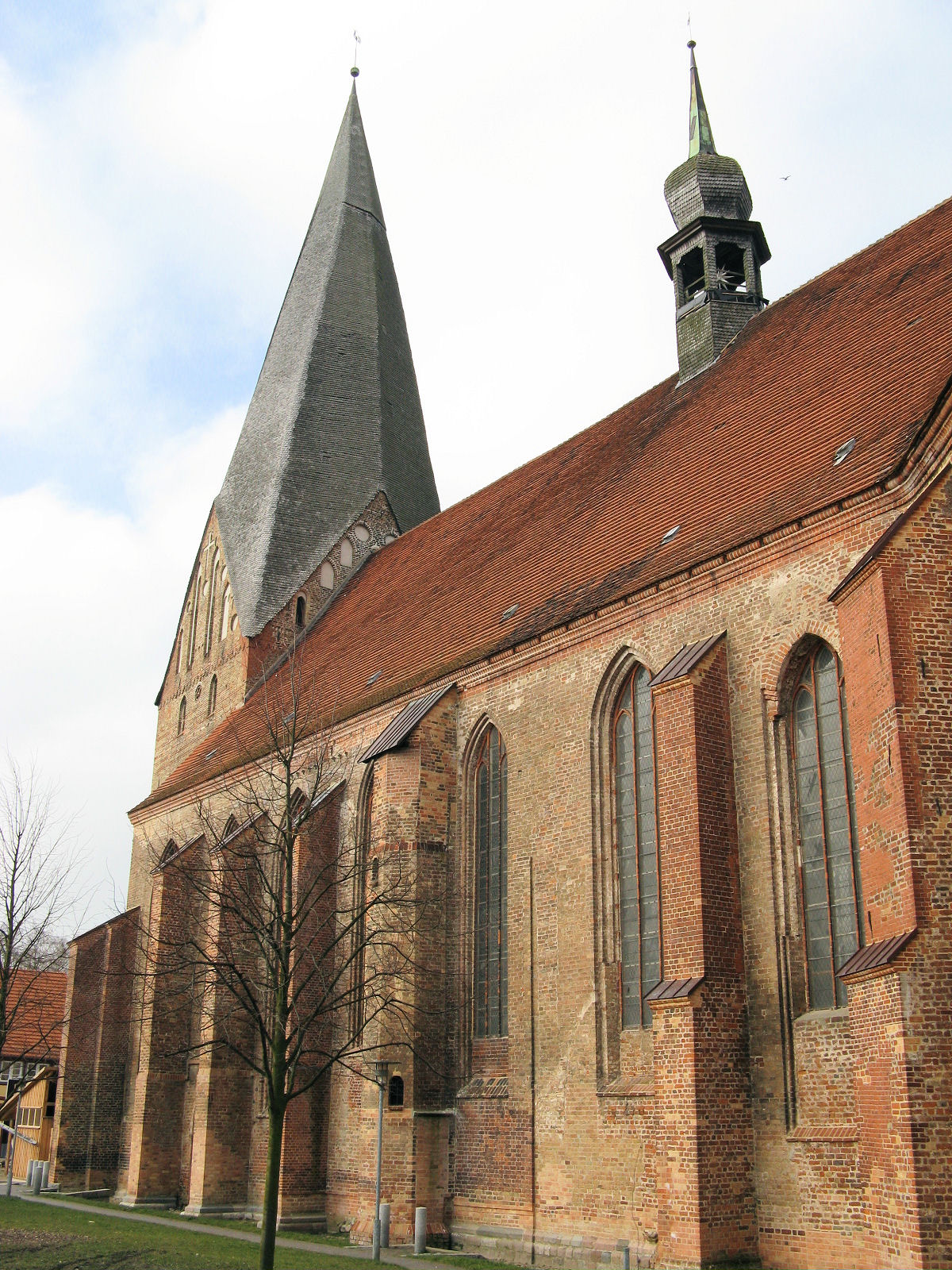
Stiftskirche

### Gedenkorte
- Ehrenfriedhof (Bützow) mit Mahnmal für Opfer des Nationalsozialismus von 1948 auf dem südwestlichen Teil des Friedhofes Bützow.
- Denkmal zum Gedenken der Opfer von 1933–1945. Bronzeplastik „Der Gefesselte“ von Siegfried Krepp am Schlossplatz.
- Denkmal für politischen Häftlingen von 1945–1989 „Zerbrochener Mühlstein“ von am Schlossplatz.
- Gedenkstein für neun namentlich genannte Opfer des NS-Justizterrors auf dem Gelände der Justizvollzugsanstalt Bützow.
- Gedenktafel von 1920 für den im Kapp-Putsch ermordeten Arbeiter Ernst Mundt auf dem Friedhof Bützow.
- Gedenktafel für den 1944 in der Shoa umgekommenen jüdischen Bürger Gustav Josephy am Markt 6.
- Gedenktafel für das im Ghetto Theresienstadt umgekommene Bützower jüdische Ehepaar Julius und Margarete Horwitz[50][51] am Haus Lange Straße 42. (von Hauseigentümer entfernt)
- Gedenkstein und Gedenktafel auf dem Jüdischer Friedhof (Bützow)
- Gedenktafel am Haus in der 2. Wallstraße 8. für den kommunistischen Stadtverordneten Wilhelm Scherping, die sich seit 1993 im Heimatmuseum befindet.
- Gedenkstein zu Ehren von Wladimir Iljitsch Lenin am Leninring.[52]
- Reuter-Gedenkstein und Reuter-Linde von 1910 zu Ehren des mecklenburgischen Dichters und Schriftstellers Fritz Reuter, am damaligen Vierburgweg, heute Fritz-Reuter-Platz. (errichtet durch den Plattdütschen Heimatverein för Bützow un Ümgägend)[53]

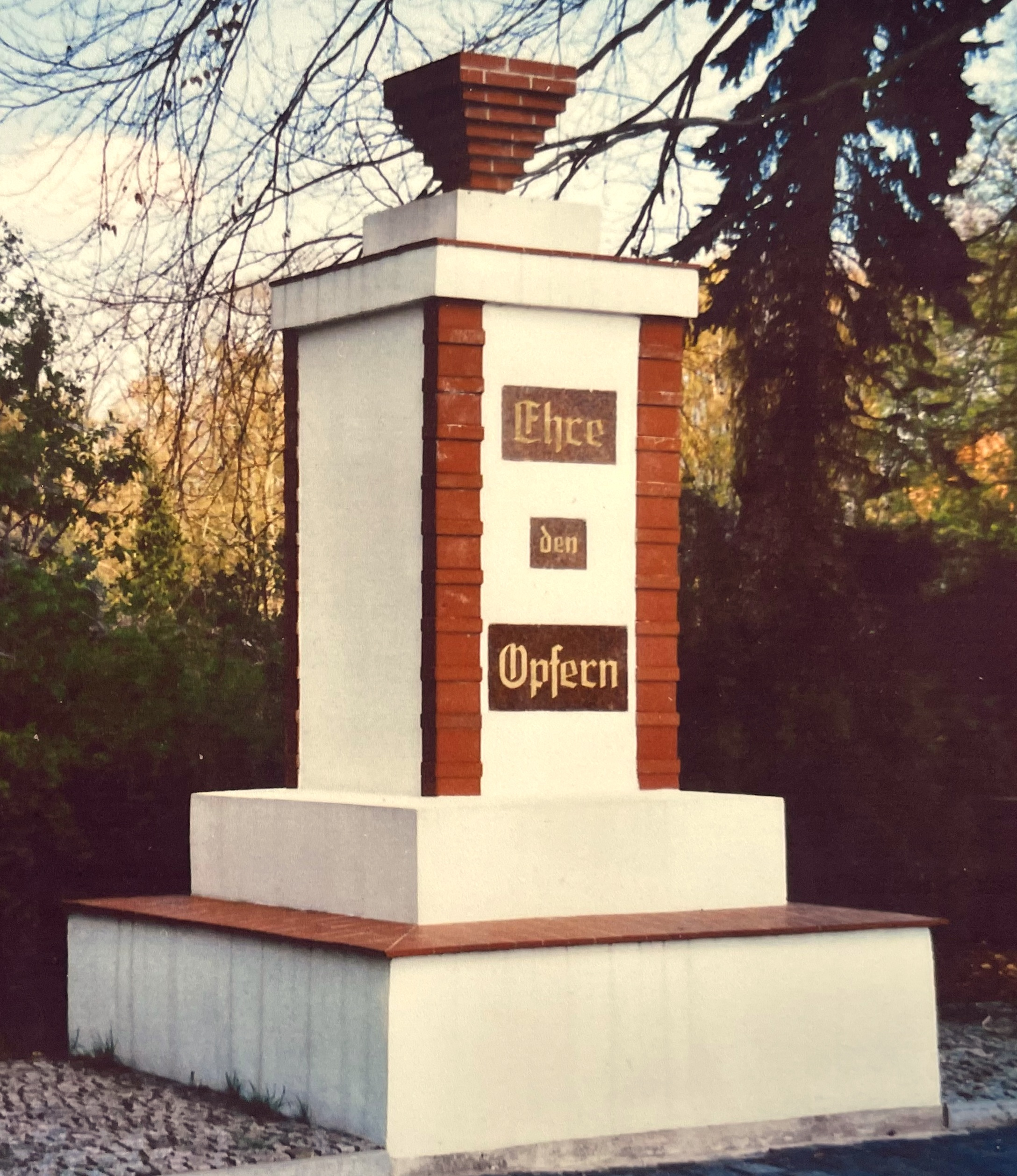
Mahnmal des Ehrenfriedhofs
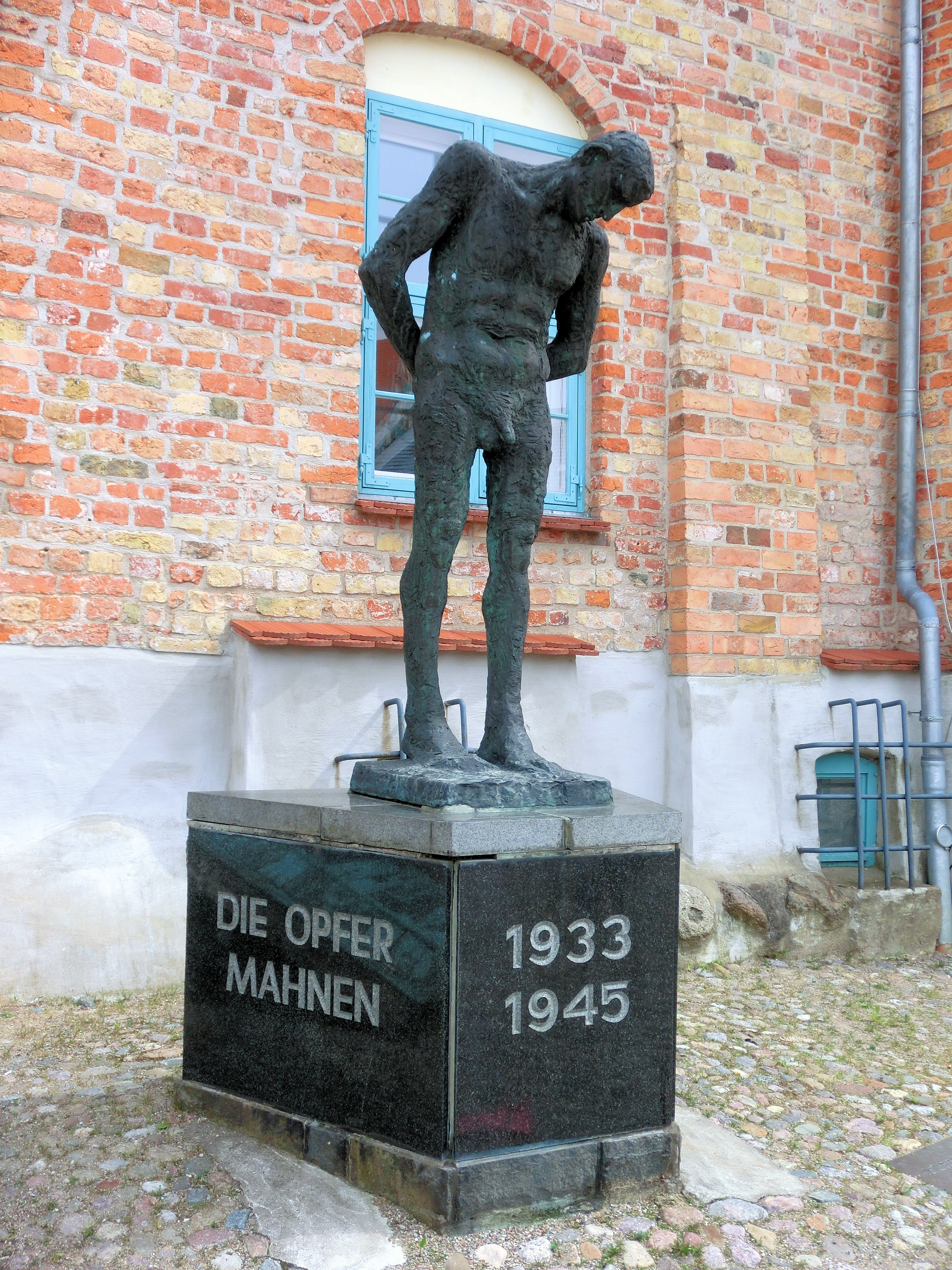
Der Gefesselte
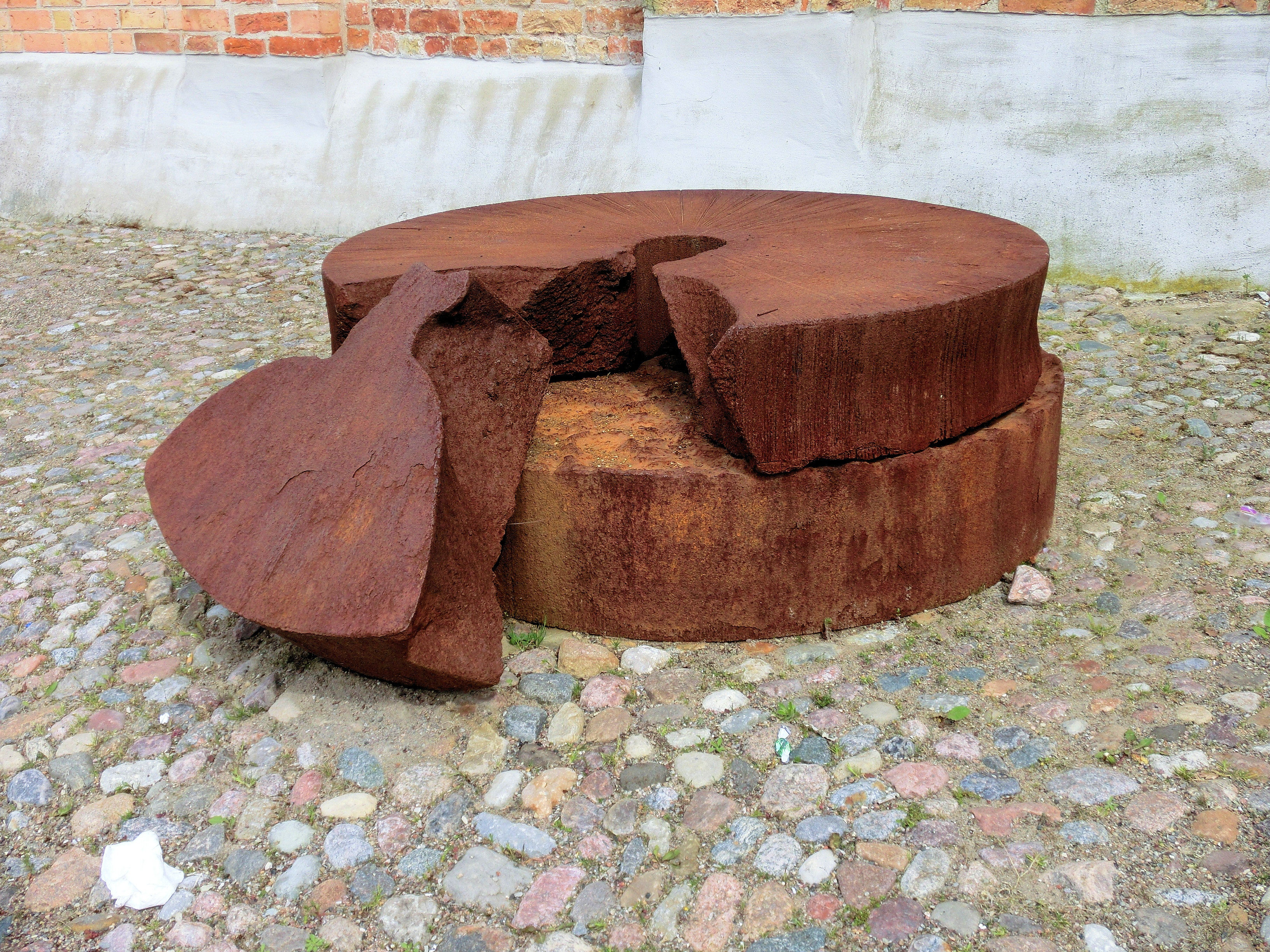
Zerbrochener Mühlstein
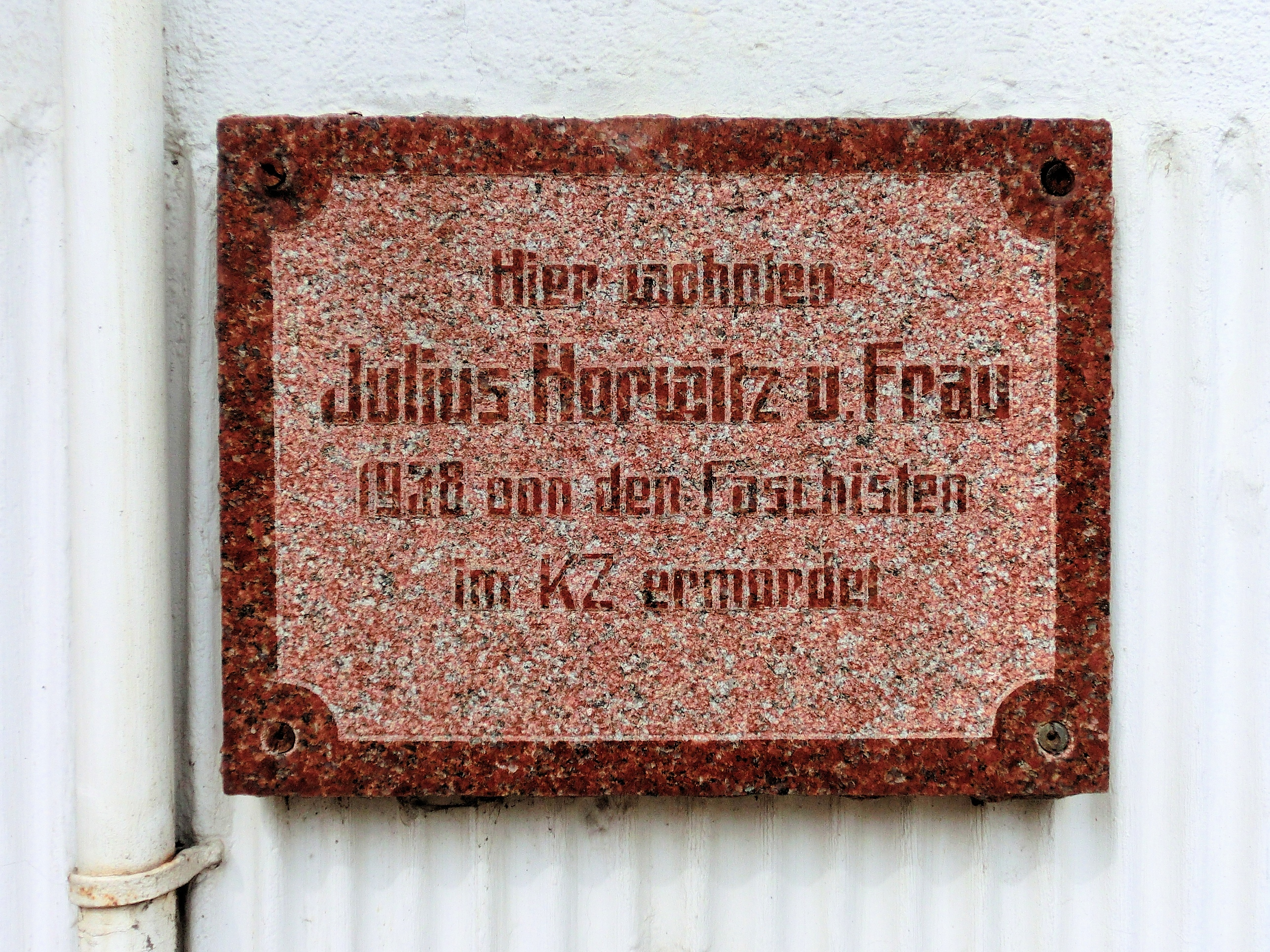
Gedenktafel Langestrasse 42
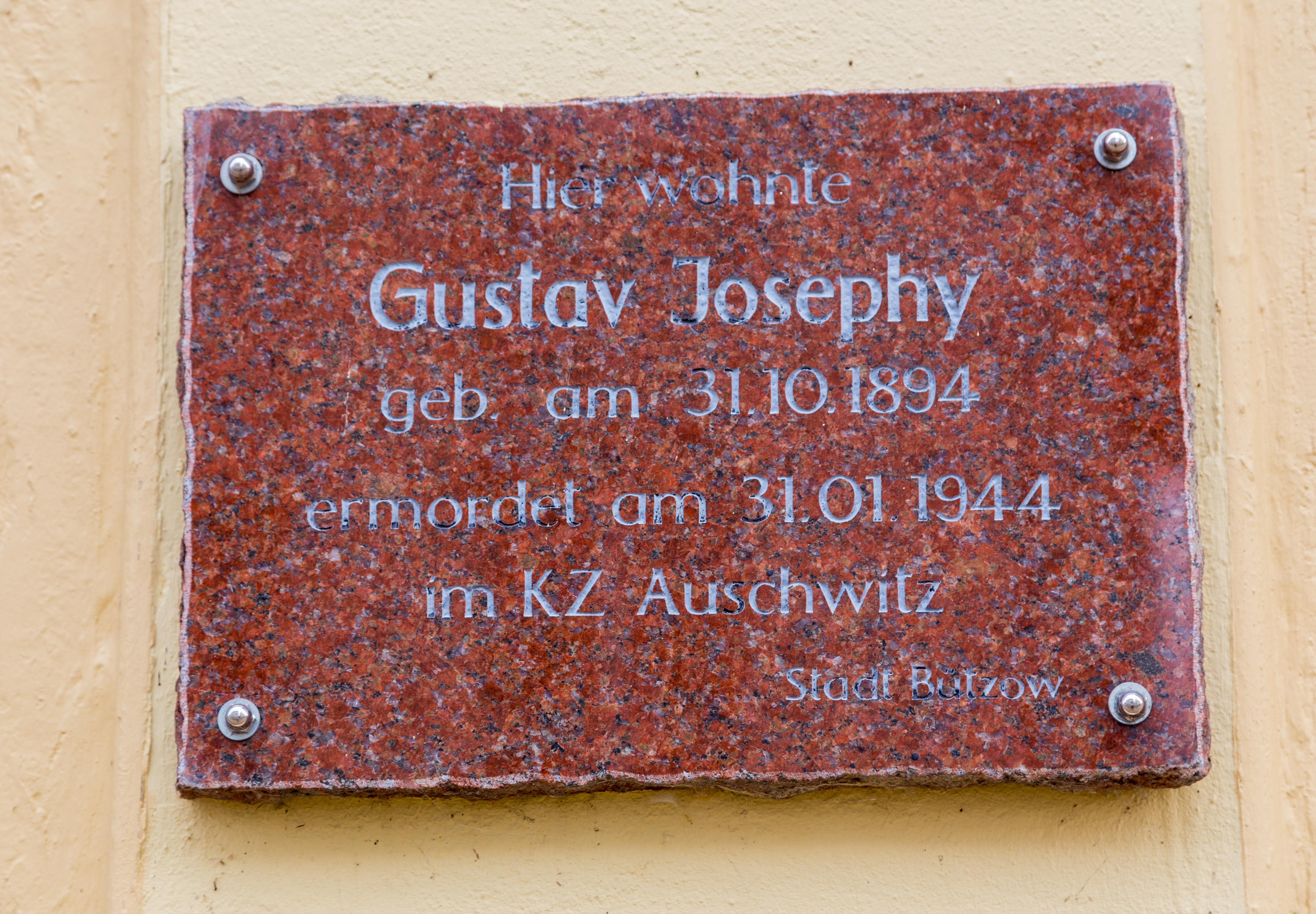
Gedenktafel Am Markt 6

### Ehemalige Gedenkorte
- Kriegerdenkmal für die Gefallenen 1870–1871
- Ehrenmal für die Gefallenen im Ersten Weltkrieg

### Kunst und Kultur
- Krummes Haus, Heimatmuseum, Stadtbibliothek am Schlossplatz 2
- Kunsthaus Bützow, Ausstellungszentrum für Gemälde u. a. Werke von namhaften Künstlern in der Lange Straße 20.
- Kultursalon Bützow, Ausstellung, Lesungen und Veranstaltungen am Pferdemarkt 8
- Spielstätten der Festspiele MV, Stiftskirche Bützow, Klosterkirche Rühn und Kurzen Trechow (Marstall der Burg).
- Galerie Alte Molkerei, Warnowstraße 12, 18246 Baumgarten

## Wirtschaft und Infrastruktur

### Öffentliche Einrichtungen

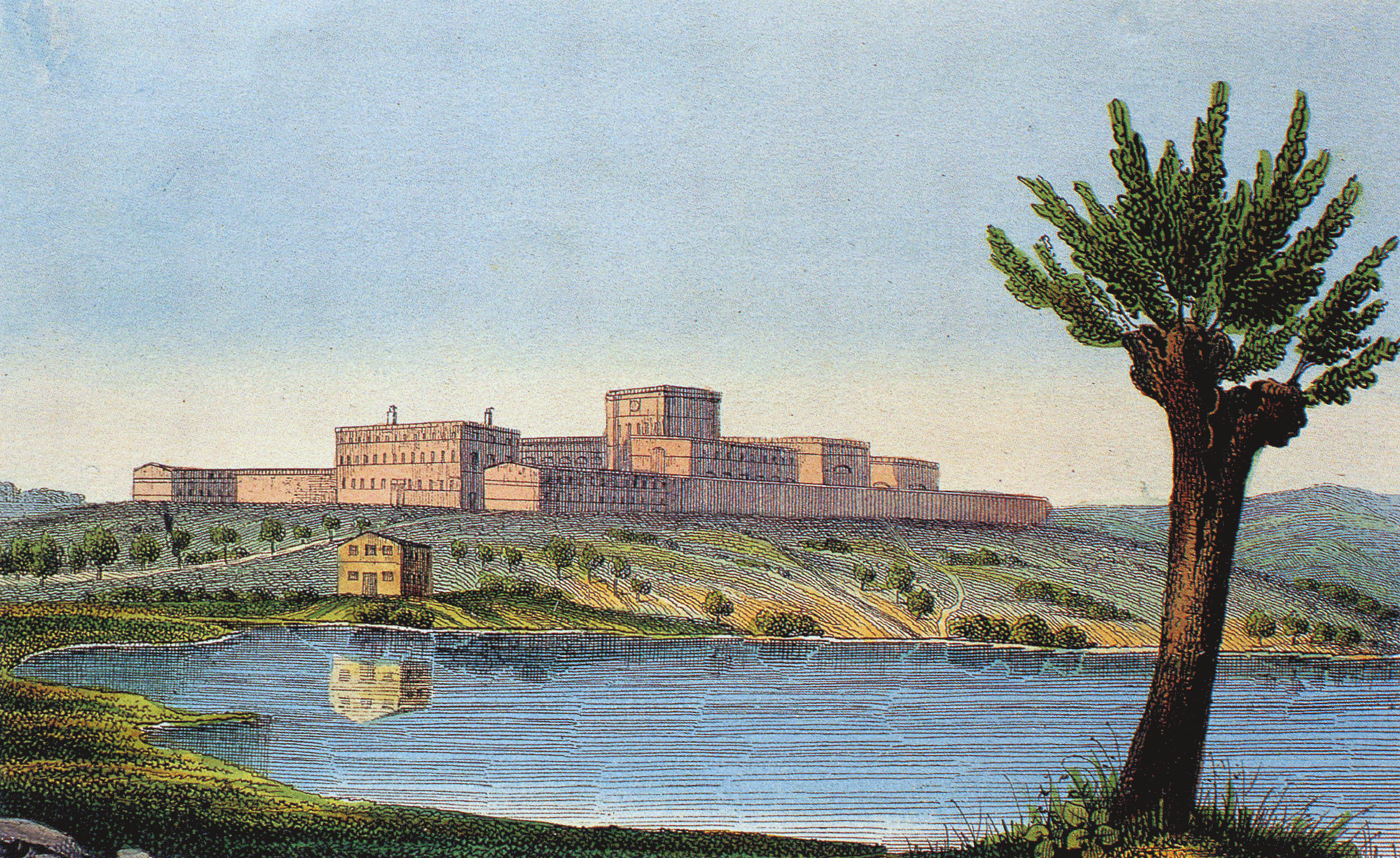
Zuchthaus Dreibergen,
Gemälde von 1845 (Friedrich Lisch),
heute Justizvollzugsanstalt Bützow

- Amt Bützow-Land und Stadtverwaltung Bützow, Am Markt 1
- Justizvollzugsanstalt Bützow in der Siedlung Dreibergen, größte Justizvollzugsanstalt des Landes Mecklenburg-Vorpommern, größter Arbeitgeber in der Stadt
- Warnow-Klinik, Krankenhaus der Grund- und Regelversorgung mit 73 Betten

### Verkehr

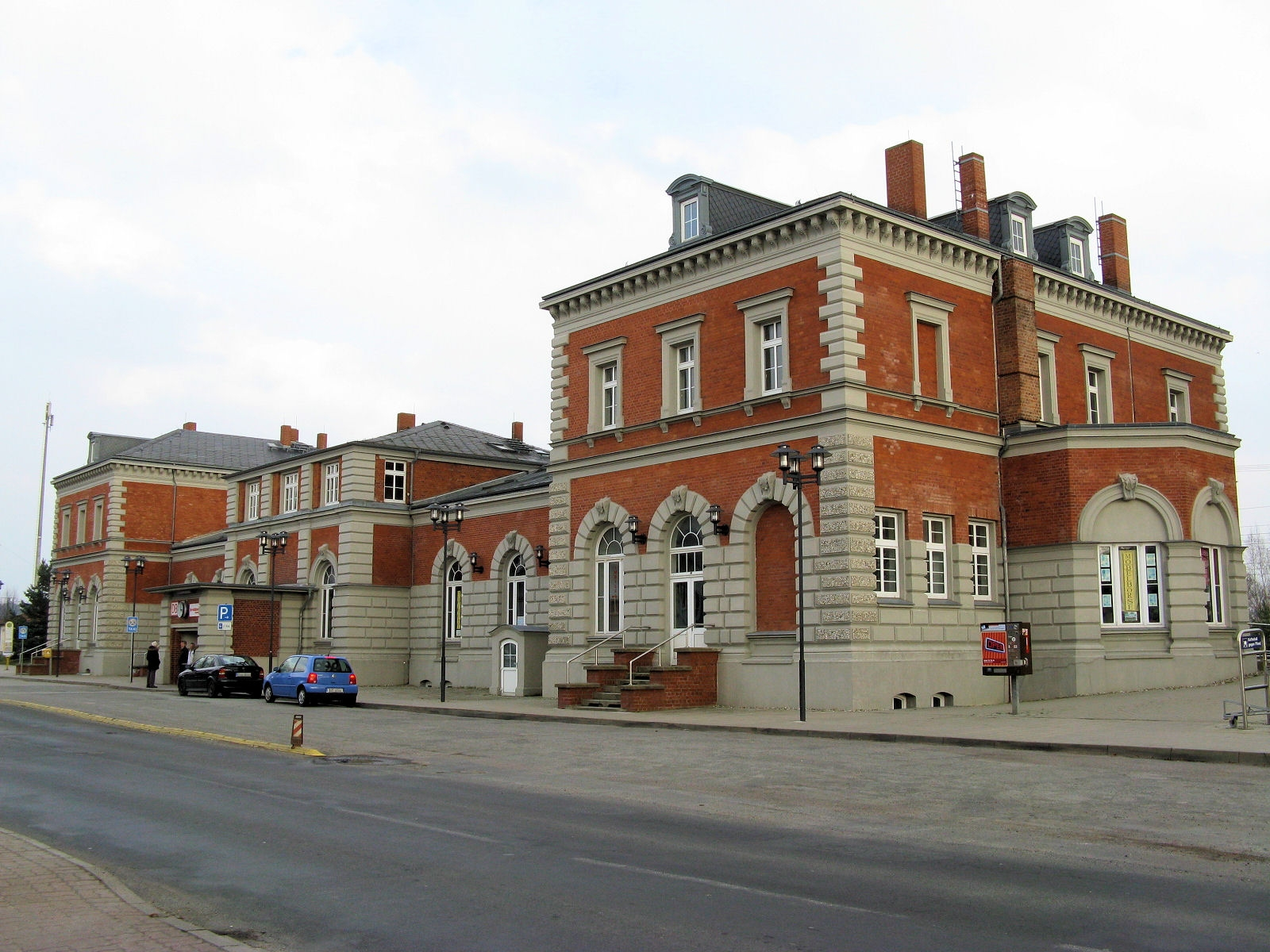
Bahnhof Bützow

Bützow liegt an den Landesstraßen L 11 Kröpelin–Lohmen, L 14 nach Neukloster und L 143 nach Schwaan.
Die nächstgelegenen Autobahnanschlussstellen sind Güstrow an der A 19 (Berlin–Rostock) in etwa 28 km Entfernung und Kröpelin an der A 20 (Lübeck–Rostock), etwa 17 km entfernt.
Der Bahnhof Bützow liegt an den Bahnstrecken Bad Kleinen–Rostock und Bützow–Szczecin. Der Bahnhof ist Fernverkehrshalt mit Anschluss an das ICE und IC Netz. Er wird im Regionalverkehr von den Regionalexpresslinien RE 1 (Hamburg–Rostock) und RE 4 (Lübeck–Szczecin) bedient.
Zum Flughafen Rostock-Laage sind es 26 km (über Güstrow und die B 103).
Der Radweg Berlin-Kopenhagen verläuft durch Bützow und verbindet die Stadt mit Waren, Güstrow und Rostock.

### Bildung
- Grundschule und Freizeithaus, ehem. Amtsgericht und Weiberhaus zu Bützow, Schlossplatz 3
- Förderschule Bützow, Schule mit dem Förderschwerpunkt Lernen, Dr.-Winkler-Straße 2.
- Regionale Schule Käthe-Kollwitz, entstanden 2008 aus den ehemaligen Haupt- und Realschulen Käthe-Kollwitz und Kopernikus, Dr.-Winkler-Straße 1.
- Geschwister-Scholl-Gymnasium in Bützow, Besuch bis zur 12. Klasse mit dem Abschluss der Allgemeinen Hochschulreife, Dr.-Winkler-Straße 1.
- Freie Schule Bützow, Pfaffenstraße 8
- Schule am Wasserturm, Schule zur individuellen Lebensbewältigung, Karl-Marx-Straße 30
- Kreisvolkshochschule Güstrow, Außenstelle Bützow, Ellernbruch 8–10
- Kreismusikschule Güstrow, Arbeitsstelle Bützow, Ellernbruch 8–10

### Soziales
- Zwei Kindertagesstätten, Kinderkrippen, Kindergärten und Horte
- Jugendclub und Jugendtreffpunkt, Gartenstraße 27 A
- Freizeittreff, Schlossplatz 3

### Sport
- TSV Bützow 1952 e. V. mit den Abteilungen:
  - Fußball, Handball, Badminton, Gymnastik, Kegeln, Kraftsport, Leichtathletik, Tischtennis, Fechten.
    - Sportplätzen: Am Wall und am Vierburgweg.
    - Sporthalle: Wilhelm-Schröder-Sporthalle, Am Vierburgweg
- Sportanglerverein Bützow 1927 e. V.
- Kanuclub Bützow 1952 e. V. mit DKV-Kanustation am Bützower See, An der Bleiche 8a
- Phönix Kung Fu und Tai Chi Schulen MV, Lange Straße 15.
- Sporthallen und Tennisanlage im Amt Bützow-Land.

## Persönlichkeiten

### Söhne und Töchter der Stadt

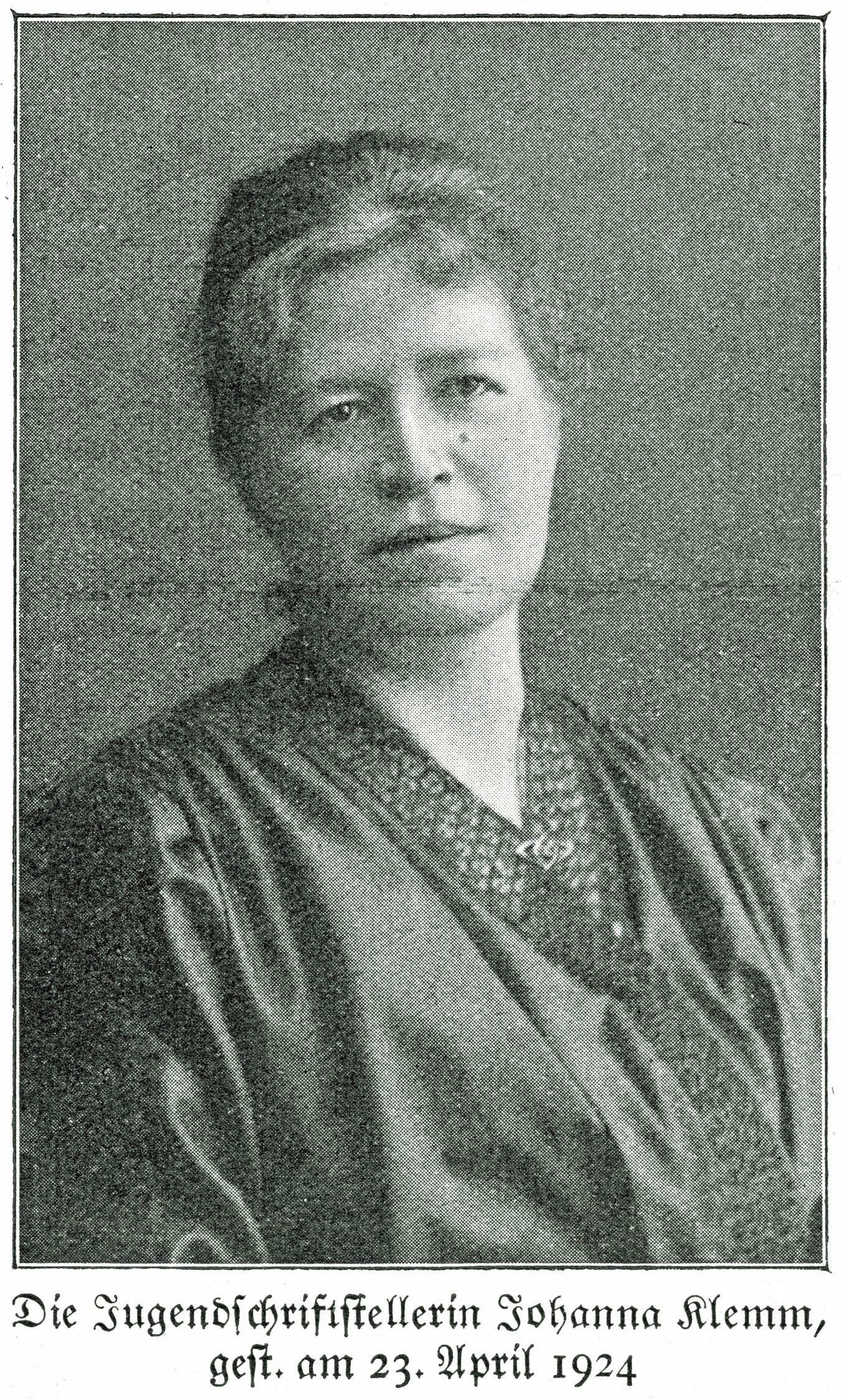
Johanna Klemm (1856–1924)

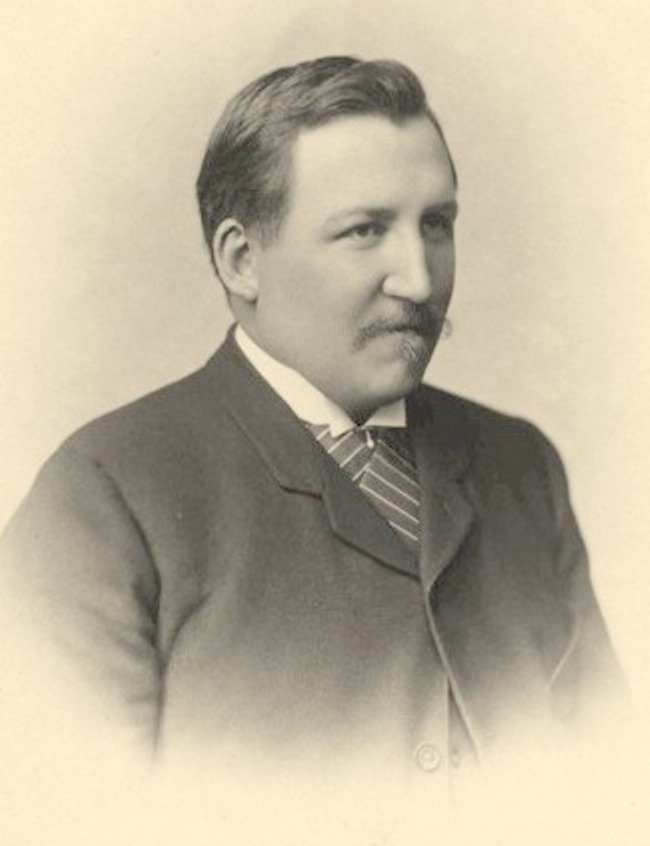
Sir Julius Jeppe (1859–1929)

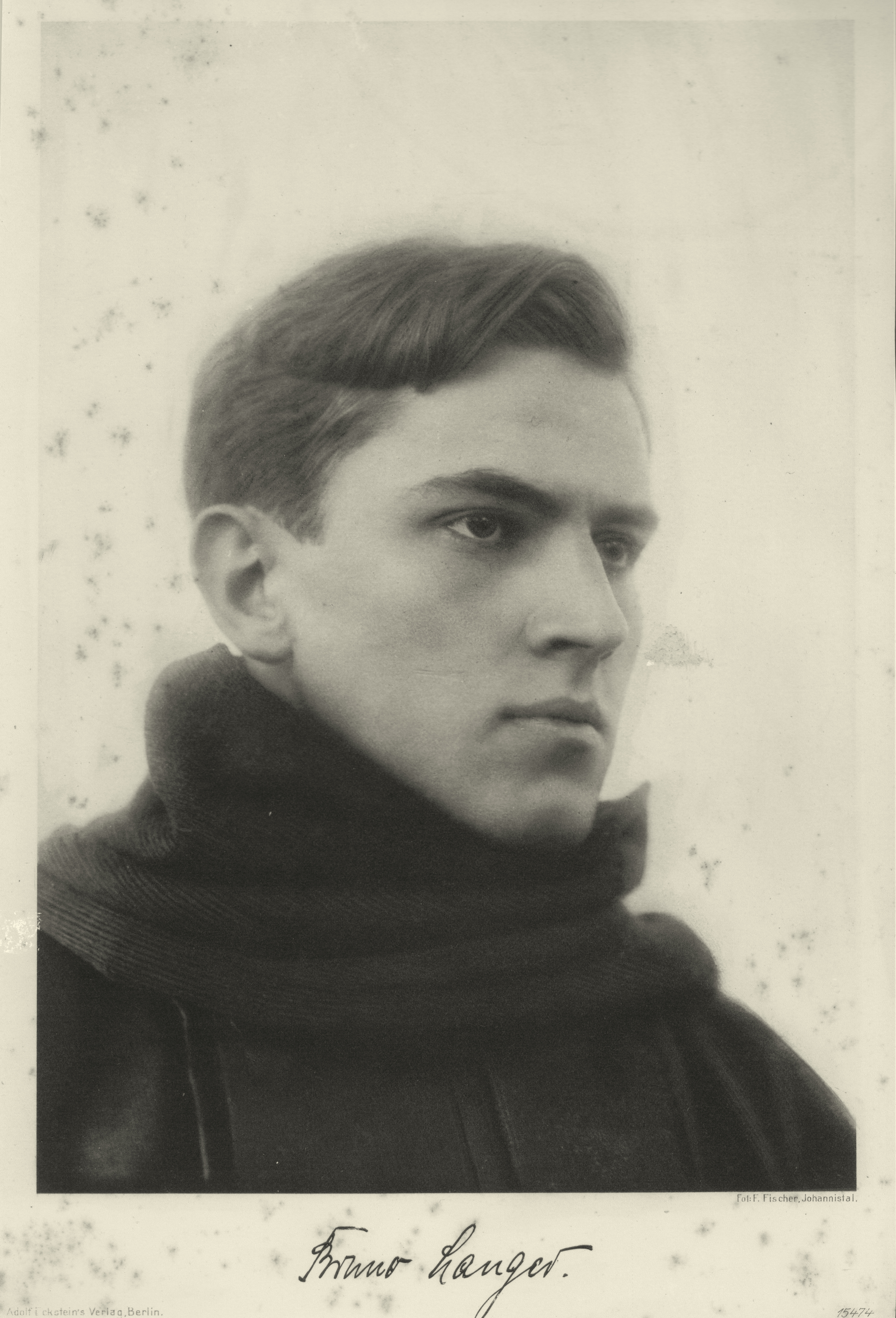
Bruno Langer (1893–1914)

- Christoph von Hagen (1568–1635), Jurist und Hofrat
- Joachim Rachel (1592–1634), Pastor
- Andreas Habichhorst (1634–1704), Theologe
- Jean Deschamps (1707–1767), Philosoph
- Georg Hermann Richerz (1716–1767), Geistlicher
- Carl Friedrich Voigt (1760–1822), Jurist und Hochschullehrer
- Dietrich Ludwig Gustav Karsten (1768–1810), Mineraloge
- Georg August Spangenberg (1779–1837), Mediziner
- Jacob Karsten (1781–1866), Verwaltungsjurist
- Carl Karsten (1782–1853), Metallurge
- Detlof Karsten (1787–1879), Bürgermeister von Rostock
- Jaspar von Bülow (1794–1871), Hofbeamter
- Friedrich Ackermann (1799–1866), Richter
- Ottomar Rohde (1815–1881), Agrarwissenschaftler
- Friedrich August von Schack (1818–1870), preußischer Oberst
- Heinrich Lauenburg (1832–1890), Architekt und Bauunternehmer
- Friedrich Adolf Ackermann (1837–1903), Buchhändler, Autor und Verleger
- Friedrich II. von Wick (1844–1914), Offizier der Königlich Preußischen Armee, Amtmann und Polizeiinspektor
- Johanna Klemm (1856–1924), Schriftstellerin
- Adolf Hinrichsen (1859–1920) Schriftsteller und Zeitungsverleger.
- Heinrich Carl Kröplin (1859–1945), Fabrikant
- Sir Julius Jeppe (1859–1929), südafrikanischer Unternehmer und Kommunalpolitiker in Johannesburg
- Ernst Voss (1860–1937), Philologe
- Arthur Pries (1880–1941), Architekt und Baubeamter
- Walter Schmidt (1886–1935), Politiker (NSDAP)
- Else Hirsch (1889–1943), Lehrerin und Opfer der Schoa
- Heinrich Ohmann (1890–nach 1932), Unternehmer, Politiker (DVP)
- Bruno Langer (1893–1914), Flugpionier, erster deutscher Weltrekordhalter im Dauerfliegen
- Gerda Uhthoff (1896–1988), Schriftstellerin
- Hans Beltz (1897–1977), Pianist
- Lotte Klemm (1897–1989), Künstlerin, Kunsterzieherin
- Karl Griewank (1900–1953), Historiker
- Karl-Heinz Schulmeister (1925–2017), Politiker (Kulturbund der DDR)
- Hans-Jürgen Rehm (1927–2017), Mikrobiologe
- Benno Prieß (1928–2015), Autor, Opfer des Stalinismus
- Jürgen Bremer (* 1940), Kanute
- Antje Brüggemann-Breckwoldt (1941–2023), bildende Künstlerin, Keramikerin
- Peter Luck (* 1942), Sportmediziner
- Hans-Otto Schmidt (1945–2025), Maler
- Jürgen Lüth (* 1947), Politiker (CDU)
- Joachim Matz (* 1948), Metallkünstler
- Günter Seidler (* 1950), Fußballspieler
- Eckhard Martens (* 1951), Ruderer
- Wolfgang Ramlow (* 1954), Fußballspieler
- Torsten Fröhling (* 1966), Fußballspieler
- Sven Lange (1967–1992), Boxer
- Andrea Philipp (* 1971), Leichtathletin
- Sebastian Constien (* 1979), Politiker (SPD), Landrat des Landkreises Rostock
- Jana Stelley (* 1981), Musicaldarstellerin
- Jens Dethloff (* 1982), Handballspieler
- Hannes Wichmann (* 1990), Kameramann und Fotograf

### Personen, die in Bützow gewirkt haben

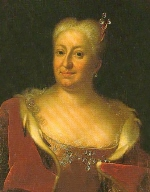
Sophie Charlotte, Herzogin zu Mecklenburg (1678–1749)

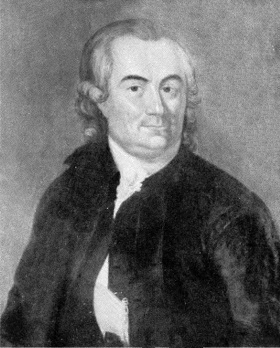
Aaron Isaak (1730–1816)

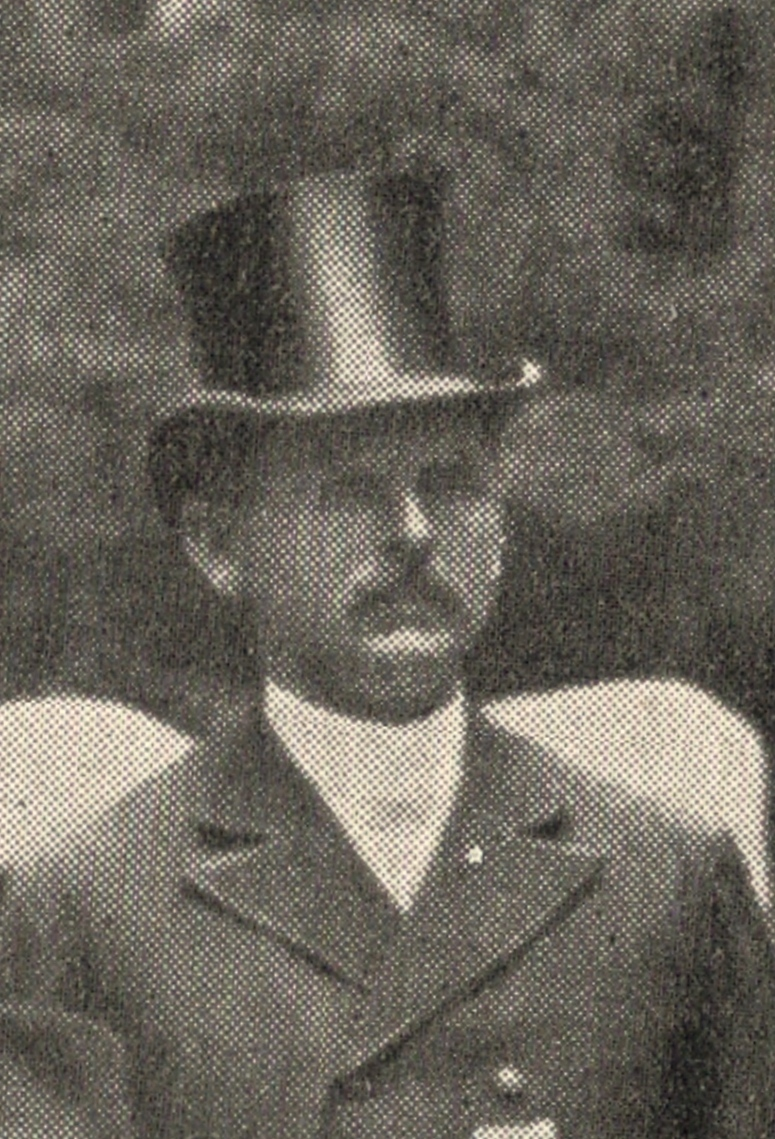
Adolph Prahst (1829–1919)

- Hermann von Maltzan († 1322 in Bützow), Bischof des Bistums Schwerin
- Melchior von Braunschweig-Grubenhagen († 6. Juni 1381 in Bützow), Bischof des Bistums Osnabrück und Bistums Schwerin
- Heinrich III. von Wangelin († 19. Juni 1429 in Bützow), Bischof im Bistum Schwerin und erster Kanzler der Universität Rostock
- Werner Wolmers († 1473 in Bützow), Bischof des Bistums Schwerin
- Konrad Loste († 1503 in Bützow), Bischof des Bistums Schwerin
- Magnus III. (Mecklenburg) († 1550 in Bützow), Bischof des Bistums Schwerin
- Thomas Aderpul († vor dem 20. März 1557 in Bützow), Geistlicher der Reformationszeit
- Ulrich, Herzog zu Mecklenburg (1527–1603), Administrator des Bistums Schwerin
- Angelo Sala († 1637 in Bützow), Arzt und Chemiater
- Sophie Charlotte von Hessen-Kassel (1678–1749), Herzogin zu Mecklenburg, lebte in Bützow und gründete hier die Deutsch-reformierte Gemeinde
- Georg Christoph Detharding (1699–1784), Mediziner, Professor und Rektor an der Friedrichs-Universität Bützow
- Ernst Johann Friedrich Mantzel (1699–1768), Rechtswissenschaftler, Professor an der Universität Bützow
- Paul Theodor Carpov (1714–1765), Philologe, Professor an der Universität Bützow
- Christian Albrecht Döderlein (1714–1789), Theologe und Gründungsrektor der Universität Bützow
- Eobald Toze (1715–1789), Historiker, Professor an der Universität Bützow
- August Schaarschmidt (1720–1791), Mediziner, Professor an der Universität Bützow
- Aaron Isaak (1724–1799) Petschierstecher und Galanteriewarenhändler, Hoffaktor der Herzogin Sophie Charlotte, Mitgründer der jüdischen Gemeinde in Bützow, Gründer der jüdischen Gemeinde in Stockholm
- Friedrich Maximilian Mauritii (1724–1799), Theologe, Professor an der Universität Bützow
- Wenceslaus Johann Gustav Karsten (1732–1787), Mathematiker, Rektor der Universität Bützow
- Oluf Gerhard Tychsen (1734–1805), Orientalist und Bibliothekar, Rektor der Universität Bützow
- Claus Dethloff von Oertzen (1736–1822), Amtshauptmann, lebte in Bützow
- Johann Christian von Quistorp (1737–1795), Jurist, Rektor der Universität Bützow
- Adolf Friedrich Trendelenburg (1737–1803), Jurist, Rektor der Universität Bützow
- Nikolaus Georg Bernhard von Löwenstern (1745–1779), Rechtswissenschaftler, Professor an der Universität Bützow
- Johann Erich Biester (1749–1816), Präzeptor am Pädagogium Bützow
- Lorenz Karsten (1751–1829), Agrarwissenschaftler, Rektor der Universität Bützow
- Peter Benedict Christian Graumann (1752–1803), Arzt, Professor an der Universität Bützow
- Wilhelm Ferdinand Rong (1759–1842), Komponist, Kammermusiker, Musikpädagoge und Autor
- Friedrich Wilhelm Georg Ackermann (1767–1836), Bürgermeister und Stadtrichter von Bützow
- Adam Christian Mengebier (1777–1854), Bergmann, nahm in Bützow seinen Alterssitz
- Maria von Plessen (1783–1851), Dichterin und Schriftstellerin, lebte in Bützow.
- Conrad August Ackermann (1791–1861), Jurist, Schriftsteller und Freimaurer in Bützow
- Julius Caspar (1801–1863), Mediziner, erster Arzt und Physicus in der Landesstrafanstalt zu Dreibergen
- Carl Genzke (1801–1879), Mediziner, Pionier des Seidenbaus in Mecklenburg, lebte in Bützow
- Eduard von Glöden (1801–1861), Freimaurer und Kunstsammler, lebte in Bützow
- Adolf Prahst (1829–1919), Architekt, lebte in Bützow
- Julius Pentzlin (1837–1917), Pastor in Bützow
- Karl Gladischefski (1862–1938), Pastor der reformierten Gemeinde in Bützow
- Hans Wilhelm Barnewitz (1885–1968), Pädagoge, Studienrat und Heimatforscher in Bützow
- Bertha Klingberg (1898–2005), Blumenbinderin, Ehrenbürgerin von Schwerin, wuchs in Bützow auf
- Thea Reichardt (* 1921), Textilkünstlerin, lebte von 1947 bis 1988 in Bützow
- Joachim Steinmann (* 1949), Politiker (CDU), Lehrer in Bützow